# Engelsk grammatik
Den här artikeln beskriver den engelska grammatiken.
Formläran är i det närmaste komplett, med reservationen att inte varje specialexempel är medtaget.
I syntaxen presenteras de mest använda principerna, inklusive de viktigaste undantagen och specialfallen. De ovanligare konstruktionerna är inte alltid medtagna, de sällsynta knappast alls. Engelsk grammatik på ungefär gymnasienivå presenteras.

## Förklaringar
Då det entydigt ska framgå vilka ord som är engelska, är dessa i löpande text satta kursivt. Vid uppräkningar där det klart framgår att orden är engelska, kan dessa stå utan kursivering. Svenska ord som grammatiskt ska jämföras står i löpande text inom 'apostrofer' efter mönster ur Svenska språknämndens handbok Svenska skrivregler. Beträffande svensk översättning står den inom parentes. Inne i en parentes kan en extra översättning eller ett extra engelskt exempel stå inom "citattecken".
Alternativa ord och uttryck skiljs åt med ett bakåtsnedstreck \. Som standard borde ett vanligt snedstreck brukas till att åtskilja alternativ, men vid kursiv stil blir ett snedstreck intill förväxling likt bokstäverna lilla 'L' respektive stora ’i' (snedstreck, lilla 'L' och stora ’i' intill varandra = / l I). Exempel med bakåtsnedstreck: I'll have French \ french fries. Om det då rör sig om fler än ett ord står de båda alternativa uttrycken för tydlighetens skull inom apostrofer. Exempel: 'None other' \ 'No less a person' than John was there.
Ord som kan utelämnas respektive tas med, eller som på något sätt skiljer sig från den givna formen står inom två snedstreck, /ord/. Engelska ordpar kan stå med ett tankstreck emellan: true – truly.
Svenska skrivregler anger att bok‑ och filmtitlar antingen ska kursiveras eller stå inom citattecken. Engelska bok‑ och filmtitlar och dylikt är kursiverade, medan de svenska titlarna, för att skilja sig från de engelska, står inom citattecken. Svenska ord som uttrycker emfas, det vill säga som poängteras, är satta inom så kallad vinklade citattecken, vinklade in mot ordet i fråga – »emfas«. Normalt kursiverar man emfas, men kursivering är här uteslutande vikt för engelska ord.
Extra viktiga ord är satta i fetstil liksom enskilda bokstäver och ändelser. Ord och uttryck där den grammatiska skillnaden mellan svenska och engelska tydligt ska påvisas är också är satta i fetstil.
Alla ord, inklusive de engelska, står med normalstil. Detta för att kursiv stil är aningen mer svårläst på en datorskärm och för att ord i tabeller ändå är lätta att skilja åt.
En del exempel är en aning krystade för att här och var få med två olika aspekter eller betydelser i en och samma mening. Några få av exemplen finns på två ställen, för att de kan belysa olika regler.

## Formlära

### Substantiv

#### Artiklar
Bestämd artikel

Den bestämda artikeln och den obestämda artikel utgör de två viktigaste så kallade determinanterna. Även pronomen kan vara determinanter, det vill säga utvisa hur ett substantiv ska uppfattas utifrån ett givet sammanhang och påvisa hur andra satsdelar kan placeras i förhållande till dessa. Exempelvis står ord som all, double, half, such, what vanligtvis framför en determinant (all my life, half an hour), medan räkneord står efter (the two boys).
- Den bestämda artikeln heter the och ändras inte i pluralis (såsom exempelvis i tyska och i romanska språk). Den anger att substantivet redan tidigare är omtalat eller bekant. (Se syntaxen Artiklarna.)
  - Före konsonant uttalas den  [ðe] . the house (huset)
  - Före vokalljud uttalas den  [ði] . the ant (myran)

Ett substantiv kan ha specifik eller allmänt betydelse, och detta skiljer ofta engelska och svenskan åt beträffande bruket av bestämd artikel.
- Specifik.
  - I don't speak the language in Estonia. (Jag talar inte språket i Estland. [specificerat språk])
- Allmän.
  - Language is the most important of ... (Språket är det viktigaste av ... [språk i allmänhet])

Obestämd artikel
1. Ord som inleds med ett konsonantljud får den obestämda artikeln a framför sig.
  - a knife (en kniv)
  - a house (ett hus). Men: an hour (en timme), an heir (en arvinge), an honour (en ära), an honest man (en hederlig man) med flera, eftersom begynnelsebokstaven h i dessa ord är stum . Begynnelsebokstaven h kan bortfalla i dialektal engelska, exempelvis i cockney. Då uttalas artikeln som an, exempelvis "an 'orse" (en häst).[1]
  - a herb, brittisk engelska; an herb, amerikansk engelska. (en kryddväxt)
  - a one‑man's work (en ensam mans arbete), one inleds med ett konsonantljud.
  - a European country (Ett europeiskt land.), European inleds med ett konsonantljud.
2. Ord som inleds med ett vokalljud får an som obestämd artikel.
  - an office (ett kontor)
  - an example (ett exempel)[2]
  - an ant (en myra). Men: a uniform (en uniform), a year (ett år) med flera, eftersom vokalerna 'u' och 'y' ofta (men inte alltid) föregås av ett tydligt konsonantljud.
  - an X‑ray (en röntgenbild), det engelska uttalet av 'X' inleds med ett vokalljud.

#### Genus
Personnamn i engelskan är maskulina eller feminina alltefter sitt naturliga genus liksom ord som betecknar en persons kön. Child (barn) och baby behandlas vanligen som neutrum i press i litteratur, men omtalas sannolikt oftast med personligt pronomen av de som står barnet nära.
Beteckningar på djur kan också behandlas som maskulina eller feminina alltefter sitt naturliga genus, exempelvis cow, bull, rooster (ko, tjur, tupp). De viktigaste husdjuren och vilda djur av stor betydelse behandlas vanligen som maskuliner. Personifierade djur i sagor, fabler och dylikt ges oftast en könstillhörighet.
Substantiv är till övervägande majoritet neutrala. Båtar och någon gång även bilar och flygplan behandlas dock ofta som femininum. Abstrakta substantiv som personifieras blir likaså femininum, faith, hope, nature med flera.
I sin egenskap av geografiska enheter är länder neutrala men behandlas ofta som femininer såsom politiska enheter.
- I have been in England. It is a ... (Jag har varit i England. Det är ...)
- England has won all her ... (England har vunnit alla sina ...)

#### Numerus
Substantiv är antingen räknebara, exempelvis tree, ox, stone (träd, oxe, sten ) eller icke‑räknebara, exempelvis sadness, warmth, iron (sorgsenhet, värme, järn). Räknebara substantiv kan ha plural, kan ha obestämd artikel och kan ha mängdord såsom each och every (var och en, varje). I moderna engelska ordböcker brukar substantiv vara märkta med [C] respektive [U] för countable respektive uncountable. Vissa ord kan beroende av sammanhang vara bådadera (hair [U] – hår, /a/ hair [C] – /ett/ hårstrå).
Pluralis bildas normalt genom att foga ‑s till substantivet. Efter s‑ljud och så kallade väs‑ljud läggs istället ‑es till. De flesta räknebara substantiv har plural på s. Pluralen uttalas på tre olika sätt.
- som [iz] efter väs‑ljud, exempelvis marriages, judges.
- som [z] efter andra tonande ljud än väs‑ljuden, exempelvis bags.
- som [s] efter andra tonlösa ljud än s‑sljud, exempelvis pots.

- ant, ants (myra, myror)
- boss, bosses (chef, chefer)
- box, boxes (låda, lådor)
- waltz, waltzes (vals, valser)

Stumt e faller bort vid substantiv vars slutljud är ett s‑ljud eller ett väs‑ljud och vars genitivsuffix således är ‑es.
- blouse, blouses (blus, blusar)
- face, faces (ansikte, ansikten)
- marriage, marriages ([ett] bröllop, [flera] bröllop)

En handfull substantiv som slutar på ‑f får i pluralis ändelsen ‑ves. Ytterligare några vacklar mellan regelbunden och oregelbunden plural.
- calf, calves (kalv, kalvar)
- elf, elves (älva \ alv, älvor \ alver)
- half, halves (halva, halvor)
- leaf, leaves ([ett] löv \ blad, [flera] löv \ blad, även ett blad i en bok)
- loaf, loaves (limpa, limpor)
- sheaf, sheaves (kärve, kärvar)
- shelf, shelves (hylla, hyllor)
- thief, thieves (tjuv, tjuvar)
- wolf, wolves (varg, vargar)
- dwarf, dwarfs \ dwarves (dvärg, dvärgar)
- wharf, wharfs \ wharves ([ett skepps-]varv, [flera skepps-]varv)
- hoof, hooves \ hoofs (hov på häst, hovar)
- scarf, scarves \ scarfs (halsduk, halsdukar)

Tre substantiv på ‑fe får i pluralis ändelsen ‑ves. 
- knife, knives (kniv, knivar)
- life, lives ([ett] liv, [flera] liv)
- wife, wives (fru, fruar)

Ord som slutar på y vilken föregås av en konsonant får sitt y utbytt mot ie, där e är stumt .
- pony, ponies (ponny, ponnier)
- lady, ladies (dam, damer)

Några substantiv som slutar på o får ‑es i plural. 
- echo, echoes (eko)
- embargo, embargoes (embargo, handelsförbud)
- go, goes (omgång, runda)
- hero, heroes (hjälte)
- no, noes (nejröst)
- potato, potatoes (potatis)
- tomato, tomatoes (tomat)
- torpedo, torpedoes (torped)
- veto, vetoes (veto [rätt att stoppa ett beslut])

Några substantiv på o kan ha antingen s eller es i plural.
- archipelago, archipelago[e]s (skärgård)
- buffalo, buffalo[e]s (buffel)
- cargo, cargo[e]s (last på fartyg eller flygplan)

Alla substantiv som slutar på o och som antingen föregås av vokal eller är så kallade elliptiska förkortningar har enbart ‑s i plural.
- radio, radios (radio)
- kilo, kilos (ellips av kilogramme – kilo)

Ett fåtal substantiv som kan betyda olika saker, böjs olika beroende på betydelse.
- cloth, cloths (tyg \ duk, tyger \ dukar)
- cloth, clothes (klädesplagg, kläder)
- penny, pence ([en] penny, [flera] pence – värdet)
- penny, pennies (pennyslant, pennyslantar)

Åtskilliga ord liksom sammansättningar med dessa har oregelbunden böjning, exempelvis:
- brother, brethren (broder i religiös bemärkelse)
- child, children (barn)
- die, dice (tärning)
- foot, feet (fot)
- goose, geese (gås)
- louse, lice (lus)
- man, men (man)
- mouse, mice (mus)
- ombudsman, ombudsmen (motsvarar svensk JO, [men inte German, Germans – tysk, tyskar, eftersom detta "man" är av latinskt ursprung och inte har någonting med det germanska "man" att göra det samma gäller även andra latinska ord till exempel "Human"; människa])
- ox, oxen (oxe)
- tooth, teeth (tand)
- woman, women (kvinna)

Åtskilliga lånord, i synnerhet från latin och grekiska, har kvar sin latinska respektive grekiska plural. Numera vardagliga sådana ord får vanlig s‑plural, eller es‑plural: album – albums, campus – campuses, genius – geniuses, virus – viruses (album, universitetetsområde, geni, virus).
- alumnus, alumni (manlig universitetselev [‑us, latin])
- basis, bases (grundval [‑is, grekiska]. Men: base – bases {bas,högkvarter})
- index, indices (register [‑ex, latin])
- larva, larvae (larv – {biologiska sammanhang} [‑a, latin], vardagligt – caterpillar)
- ovum, ova (ägg – {biologiska sammanhang} [‑um, latin], vardagligt – egg)
- phenomenon, phenomena (fenomen [‑on, grekiska])
- radix, radices (rot [‑ix, latin {från grekiska}])

Ord från franskan och italienskan behåller sin ursprungliga plural men kan även ha ‑s.
- bureau, bureaux \ bureaus (byrå, både företag och möbel [franska])
- rendezvous, rendezvous (träffpunkter, slut‑s ska uttalas i det plurala ordet [franska])
- Mafioso, Mafiosi (maffiamedlem [italienska])

Confetti, spaghetti med flera ord är oräknebara och således utan plural.
Några få substantiv får ingen ändelse alls i pluralis:
- council (advokat vid rättegång [brittisk engelska])
- craft \ aircraft (fartyg \ flygplan)
- deer (hjort, rådjur)
- gallows (galge att hänga folk i)
- headquarters (högkvarter)
- horsepower (hästkraft)
- means (medel, exempelvis ekonomiska medel)
- moose (nordamerikansk älg, europeisk älg heter elk; båda tillhör arten Alces alces)
- offspring (avkomma)
- salmon (lax)
- series (serie, en räcka)
- sheep (får)
- trout (forell)
- works (fabrik, verk [mest i brittisk engelska] )

Några djur kan ha plural antingen med eller utan ändelse.
- antelope, antelope/s/ (antilop)
- perch, perch/es/ (abborre)
- pike, pike/s/ (gädda)

Fish behandlas oftast som kollektiv. I caught three fish. (Jag fick tre fiskar) Men inte beträffande arter. I have three different fishes in my aquarium. (Jag har tre olika fiskar \ fiskarter i mitt akvarium.) Likaså sätts fish i plural då det gäller hela släktet. Some fishes do indeed look a bit fishy. (En del fiskar ser verkligen skumma ut.)
Även ett fåtal ord för nationalitet saknar ändelse i pluralis. Folkslag och språk stavas »alltid« med stor bokstav på engelska. Nordamerikanska indianfolk talar om sina respektive folk som nationer: "What nation do you belong to? I'm an Ojibwa." (Vilken nation tillhör du? Jag är ojibwa.)
- Japanese, Japanese (en japan, flera japaner)
- Portuguese, Portuguese (en portugis, flera portugiser)
- Swiss, Swiss (en schweizare, flera schweizare)
- Apache, Apache
- Navaho, Navaho/s/
- Sioux, Sioux
- Bantu, Bantu (syd‑ och centralafrikansk folk‑ och språkgrupp)

När måttsord står som Attribut kan de mista sin plural. Bindestreck sätts då mellan räkneordet och måttsordet, men bruket vacklar.
- Can I have a ten‑kronor stamp, please? (Kan jag få ett tiokronorsfrimärke tack?)
- If it works with a 7‑bit code, don't then try a 8‑bit one, you halfwit. (Om det fungerar med en 7‑bitkod, använd inte en 8‑bitkod då, din spånskalle.)
- A ten‑year‑old boy. (En tioårig pojke.)
- A two‑kilometre stroll.\ A two kilometre's stroll.\ A two kilometre stroll. (En tvåkilometers promenad. [amerikansk engelska: kilometer])

Vissa måttsord står ofta i singularis, i synnerhet då de föregås eller följs av en siffra. Dozen (dussin), fot (fot), gross (gross), head (huvud, beträffande boskap men även människor), horsepower (hästkrafter), pair (par), quid (populärt för engelskt pund), score (tjog), stone (engelsk viktenhet=14 pound≈6,3503 kilo), yen (japansk valuta).
- A five foot high fence. (Ett fem fot högt staket.)

Måttsenheter kan betraktas som singularer fastän de innefattar en plural. 
- Five hours is far too little.
- We had a wonderful eleven years vacation in the North Korean countryside. (Vi hade en underbar elva år lång semester på den nordkoreanska landsbygden.)

I sammansättningar sätts pluraländelsen på slutordet,  two pickpockets (två ficktjuvar). Vid sammansättningar substantiv + preposition + substantiv läggs emellertid pluralen på det första ordet. 
- We are brothers‑in‑law. (Vi är svågrar.)
- I don't know what their goings‑on were. (Jag vet inte vad deras förehavanden gick ut på.)

Icke räknebara substantiv kan ibland ha plural, om med detta anses flera eller särskilda enheter.
- I prefer Spanish wines to ... (Jag föredrar spanska viner \ vinsorter framför ...)

För att kunna uttrycka en enhet av ett icke räknebart substantiv kan engelskan ibland konstruera substantiv tillsammans med a piece of: A piece of information, a piece of paper, a piece of advice. (Lite information, ett pappersark, ett råd \ lite vägledning.)
A piece of furniture – en möbel; a suite of furniture – ett möblemang.
Vid svenskans ord som 'slag' och 'sort' använder engelskan olika uttryck, dock alltid med of‑konstruktion. Eventuella bestämningar sätts före of.
- A kind of gemstone. (En slags ädelsten.)
- Thousands of classes of plants. (Tusentals växtklasser.)

#### Genitiv
Genitiv i engelskan bildas på ettdera av två sätt, antingen genom att lägga till apostrof plus s (i pluralis enbart apostrof ) eller genom en of‑konstrunktion. Apostrofen sätts efter s om ägaren står i pluralis. Man talar om fem olika typer av genitiv.
1. Possessiv genitiv – något subjektet äger:
  - The girl's house. (Flickans hus)
  - The girls' house. (Flickornas hus)
2. Subjektiv genitiv – något subjektet gör:
  - The girl's efforts. (Flickans ansträngningar.)
3. Objektiv genitiv – något subjektet blir utsatt för:
  - The girl's operation. (Flickans operation. [operation utförd på flickan])
4. Deskriptiv genitiv – som passar in på subjektet, något beskrivande. 
  - A girl's bicycle. (En flickcykel – en cykel passande en flicka.)
  - A girls' school. (En flickskola – en skola för flickor.)
5. Måttsgenitiv:
  - I only got five hours' sleep. (Jag fick bara fem timmars sömn.)

1. Genitiven med s är den vanligaste när det gäller personer och husdjur (animata substantiv) i singularis men även vid pluraler om den plurala betydelsen tydligt framgår samt vid geografiska namn, vid kollektiver och i vissa stående uttryck. Dessutom ska s‑genitiv användas vid superlativer.
  - This is the little kitten's basket. (Detta är den lilla kattungens korg.)
  - This is the six little kittens' basket. (Detta är de sex små kattungarnas korg. [Att det rör sig om en plural framgår av räkneordet.])
  - Sweden's population ... (Sveriges folkmängd ...)
  - Within arm's length. (På armlängds avstånd.)
  - He is the world's tallest man. [ Även: He is the tallest man in the world.] (Han är världens längste man.)
2. I övriga fall är genitiv med of‑konstruktion vanlig och är så gott som regel då det avser icke‑levande ting (inanimata substantiv), men undantag finns.
  1. Exempelvis om personer i pluralis där genitiv med apostrof annars kunde ge anledning till missförstånd, i synnerhet i talad engelska där en apostrof av naturliga skäl inte hörs. Vid denna genitiv måste huvudordet sättas ut. 
    - The parents of the boys. (Pojkarnas föräldrar. The boys' parents kunde vid ett samtal annars tolkas som The boy's parents – "Pojkens föräldrar".)

  2. Om (vilda) djur och om ting.
    - The song of the nightingale. (Näktergalens sång.)
    - The door of the car. (bilens dörr, bildörren)

  3. Vid abstrakta substantiv och ämnesord
    - The meaning of life. (Livets mening)
    - The colour of gold. (Guldets färg.)

  4. Vid personer i plural som är substantiverade adjektiv.
    - Everyday life of the blind. (De blindas vardagsliv.)

### Adjektiv
Adjektiven beskriver egenskaperna hos ett substantiv. Adjektiven är oböjliga i engelskan både med avseende på genus, numerus och kasus.
Adjektiv kan (på motsvarande sätt som i svenskan) kompareras på två sätt, antingen genom en ändelse eller med more och most. Adjektiv som slutar på bokstaven y får då denna utbytt mot i, för såvitt den inte föregås av en vokal. Stumt e bortfaller i ordslut. Efter enkel, betonad vokal dubbleras slutkonsonant innan ändelsen läggs till.
Enstaviga adjektiv, böjs med ändelserna ‑er och ‑est, särskilt de som slutar på ‑y, ‑er, ‑ow, ‑ure och de som har tonvikten på andra stavelsen, exempelvis severe (allvarlig). Även en del tvåstaviga substantiv kompareras med ändelser: common, cruel, handsome, pleasant, polite, quiet, solid, wicked (vanlig, grym, vacker \ stilig, nöjsam \ behaglig, artig, tyst \ stilla, solid, syndig \ stygg). Enstaviga adjektiv kan kompareras med more respektive most efter than:
| Regelbundna adjektiv | Regelbundna adjektiv | Regelbundna adjektiv | Regelbundna adjektiv | Regelbundna adjektiv | Regelbundna adjektiv |
| -------------------- | -------------------- | -------------------- | -------------------- | -------------------- | -------------------- |
| small                | smaller              | smallest             | liten                | mindre               | minst                |
| early                | earlier              | earliest             | tidig                | tidigare             | tidigast             |
| gay                  | gayer                | gayest               | munter               | muntrare             | muntrast             |
| wise                 | wiser [wis‑er]       | wisest [wis‑est]     | klok                 | klokare              | klokast              |
| big                  | bigger               | biggest              | stor                 | större               | störst               |

Flertalet två‑ och flerstaviga adjektiv kompareras med more respektive most (utom handsome) samt alla adjektiviska perfekt particip, men även like, real, right , wrong (gilla, verklig, rätt, fel):
| Regelbundna flerstaviga adjektiv | Regelbundna flerstaviga adjektiv | Regelbundna flerstaviga adjektiv | Regelbundna flerstaviga adjektiv | Regelbundna flerstaviga adjektiv | Regelbundna flerstaviga adjektiv |
| -------------------------------- | -------------------------------- | -------------------------------- | -------------------------------- | -------------------------------- | -------------------------------- |
| afraid                           | more afraid                      | most afraid                      | rädd                             | räddare                          | räddast                          |
| interesting                      | more interesting                 | most interesting                 | intressant                       | mer intressant                   | mest intressant                  |

Några adjektiv kompareras oregelbundet. Notera att komparativerna elder och eldest av old inte är oregelbundna. De har endast en ljudförändring. För övrigt används dessa former endast om familjemedlemmar:
| Oregelbundna adjektiv | Oregelbundna adjektiv | Oregelbundna adjektiv | Oregelbundna adjektiv | Oregelbundna adjektiv | Oregelbundna adjektiv |
| --------------------- | --------------------- | --------------------- | --------------------- | --------------------- | --------------------- |
| good                  | better                | best                  | bra                   | bättre                | bäst                  |
| bad                   | worse                 | worst                 | dålig                 | sämre                 | sämst                 |
| little                | less                  | least                 | liten                 | mindre                | minst                 |

Notera att lesser oftast betyder 'ringare', det vill säga mindre betydelsefull. Ordet används dock även i biologiska sammanhang och betyder då 'mindre', exempelvis Lesser Spotted Woodpecker – mindre hackspett (Picoides minor, förut Dendrócopos minor).

## Räkneord

### Grundtal
Sedan 1400-talet har man i Europa använt sig av två olika skalor för att namnsätta mycket stora tal, den korta skalan respektive den långa skalan. Båda systemen skapades av fransmän.

Den korta skalan utgår från 10 upphöjt till 0, 3, 6, 9, 12, 15 etc, det vill säga jämna exponenter som är multipler av 3.

Den långa skalan utgår från 1 000 000 upphöjt till 0 , 0,5  , 1 , 1,5 och så vidare.
I Amerika har man alltid använt sig av den korta skalan, medan Europa inklusive Sverige använt den långa. Emellertid har England mer och mer övergått till den korta, så det gäller för en svensk att vara mycket uppmärksam beträffande stora siffror. One trillion dollars är "bara" en biljon dollar. Notera dessutom att kommatecknet används för att dela upp stora tal i siffergrupper om tre och tre, medan punkt används som decimalavskiljare, vårt decimalkomma ( 23,000,201.5 ).
Notera: talvärdena i andra kolumnen "Siffervärde" är gemensam för de båda skalorna.
| Korta skalan (amerikansk) | Korta skalan (amerikansk) | Korta skalan (amerikansk) | Långa skalan (europeisk) | Långa skalan (europeisk) |
| ------------------------- | ------------------------- | ------------------------- | ------------------------ | ------------------------ |
| Tiopotens                 | Siffervärde               | Namn                      | Miljonpotens             | Namn                     |
| 10 0                      | 1                         | one                       | 1 000 000 0,0            | ett                      |
| 10 3                      | 1 000                     | thousand                  | 1 000 000 0,5            | tusen                    |
| 10 6                      | 1 000                     | million                   | 1 000 000 1,0            | miljon                   |
| 10 9                      | 1 000                     | billion                   | 1 000 000 1,5            | miljard                  |
| 10 12                     | 1 000                     | trillion                  | 1 000 000 2,0            | biljon                   |
| 10 15                     | 1 000                     | quadrillion               | 1 000 000 2,5            | biljard                  |
| 10 18                     | 1 000                     | quintillion               | 1 000 000 3,0            | triljon                  |
| 10 21                     | 1 000                     | sextillion                | 1 000 000 3,5            | triljard                 |
| 10 24                     | 1 000                     | septillion                | 1 000 000 4,0            | kvadriljon               |

Thousand, million, billion med flera är nästan alltid oböjda i talsammanhang men kan ha plural då de representerar "massor av något" samt då de utgör substantiverade adjektiv.
- There were millions of people, of which five thousand were Swedes. (Där var miljontals människor, av vilka femtusen var svenskar.)
- I've told you hundreds of times. (Det har jag sagt dig hundratals gånger.)

Notera: Tiotusentals heter tens of thousands och så vidare; hundratals miljoner heter hundreds of millions. 'Något tiotal människor' heter A few dozen of people.
Avser man siffrorna i sig, kan dessa sättas i pluralis.
- I want three ten centimetres high fives in brass, please. (Jag skulle vilja ha tre tio centimeter höga femmor i mässing tack.)
- I have two eights, two tens and a jack. (Jag har två åttor, två tior och en knekt.)

Hundra kan heta både a hundred och one hundred. Detta beteckningssätt gäller även vid orden för tusen, miljon och så vidare. Konstruktionen med one har starkare tryck, och den måste dessutom användas då något annat tal föregår: Three thousand one hundred. Likaså då tresiffriga årtal utläses. Cicero died in the year 106 AD. Cicero died in the year one hundred and six AD  Notera att sammansatta tal inte skrivs ihop som i svenskan, utan att alla de ingående siffergrupperna står som enskilda ord: entalen, tiotalen, hundratalen, tusentalen etc var för sig. Vissa föredrar att sätta ett bindestreck emellan antalet hundratal, antalet tusental osv three‑thousand five‑hundred and fourteen. Detta är inte nödvändigt, men vid tal över tjugo måste bindestreck sättas ut mellan tiotal och ental. Se även vid Bråktal nedan.
I västvärlden har årtal sedan lång tid angivits med antalet sekel uttryckt i hundratal plus ett ental eller ett tiotal för att ange exakt år. I USA är det dessutom vanligt att uttrycka även vissa andra större antal i jämna hundratal, det vill säga om siffran ligger mellan tusen och tiotusen och om det inte rör sig om ett jämnt tusental. I USA och Kanada används uttryckssättet i marina och militära sammanhang även för att ange klockslag vid hela timmar. Noterbart härvidlag är, att det i USA uteslutande är då som de använder 24‑timmarsnotering. Även i England används ibland hundranotering då exempelvis tågtider ropas ut, även om detta långt ifrån är regel. Till skillnad från större delen av världen, där klockslag anges från 1 till 24, använder USA, Kanada (utom Québec), Indien, Nya Zeeland och Filippinerna konsekvent 12‑timmarsnotering. I ytterligare några länder, exempelvis Storbritannien, används båda noteringarna. Då vi menar klockan tretton, säger man i USA med flera länder one o'clock p.m. ("post meridem" – efter middag) och så vidare. One o'clock a.m. ("ante meridem" – före middag) är ett på natten.
- Sir Isaac Newton was born in sixteen hundred and forty two. (Isaac Newton föddes år sextonhundrafyrtiotvå.)
- In the year twenty-one hundred and nine the earth will ... (År tjugoetthundranio kommer jorden att ... \ År tvåtusenetthundranio kommer jorden att ...)
- I earn thirty‑two hundred dollars a month. (Jag tjänar 3 200 dollar i månaden.)
- The engines will be started at fifteen hundred /hours/ sharp. (Maskinerna kommer att startas exakt klockan femton noll noll.)

'På nittonhundraåttiotalet' och liknande heter in the 1980s, in the nineteen‑eighties, in the eighties. Notera: För att ange århundrade, använder engelskan talet ovan det som ska anges, det vill säga numret på själva århundradet. Åren 1 till och med 100 var det första århundradet. Således blir exempelvis vårt 'artonhundratalet', det vill säga år 1801 till och med år 1900, the nineteenth century, och så vidare. Numera är det emellertid brukligt att istället ange ett århundrade såsom exempelvis innefattande åren 1900 till och med 1999, även om detta inte är logiskt.
Tvåfaldig med flera, heter twofold, fivefold, elevenfold etc.
Notera att bestämd artikel ska stå efter räkneordsadjektivet i uttryck som double the money.
En, två respektive tre gånger heter once, twice respektive thrice. Därefter används grundtalen plus times (gånger).
- I met your brother once and kicked him in the butt twice. He then cursed me thrice and called me names four times. (Jag mötte din bror en gång och sparkade honom i ändan två gånger. Då förbannade han mig tre gånger och gav mig öknamn fyra gånger.)

Beträffande half se Obestämd artikel och Bestämd artikel

#### Talet noll
- Noll uttalas vanligen nought i brittisk engelska och zero i amerikansk. I decimaltal kan man slopa nollan och säga point forty‑tree, när man avser 0,43.
- Vid avläsning av ett mätinstrument används alltid zero.
- Vid uppgivande av en sifferrad, exempelvis ett telefonnummer används ofta "oh" [uttalas som vokalljudet i boat (båt)].
- I sportsammanhang men även annars används ofta nil.
- I tennis används det märkliga love. Detta kan eventuellt härröra från uttrycket to play for the love of the game, det vill säga "att spela för nöjes skull" [3] .
- I cricket talar man om to break one's duck. Med detta avses att en spelare äntligen fått poäng, så att den förargliga nollan på poängtavlan byts ut mot en mer hedrande siffra. Enligt 1850-talets skolpojksslang liknades den avlångt runda nollan vid en ankas ägg, och det var detta "ägg" som skulle knäckas [4] .

### Ordningstal
Man bildar ordningstal genom att lägga ‑th till motsvarande grundtal, dock med följande fyra undantag, nämligen vid siffrorna one, two, three och five. Alla ordningstal som dessutom slutar på något av dessa fyra får samma oregelbundna form. Alla andra ordningstal kan även skrivas som respektive 4th, 6th, 7th, 8th, 9th, 10th, 11th, 100th, 297th och så vidare. Dessutom mister eight sitt ‑t då ‑th tillfogas, nine mister sitt ‑e, twelve får sitt ‑ve utbytt mot ‑f och alla jämna tiotal från och med twenty får sitt ‑y utbytt mot ‑ie. Detta gäller givetvis även vid högre tal som slutar på något av dessa nu nämnda.
| Oregelbundna ordningstal              | Oregelbundna ordningstal      | Oregelbundna ordningstal | Oregelbundna ordningstal | Oregelbundna ordningstal |
| Engelska                              | Engelska                      | Engelska                 | Svenska                  | Svenska                  |
| ------------------------------------- | ----------------------------- | ------------------------ | ------------------------ | ------------------------ |
| Grundtal                              | Ordningstal                   | -th form                 | Grundtal                 | Ordningstal              |
| one                                   | /the/ first                   | 1st                      | ett                      | första                   |
| two                                   | /the/ second                  | 2nd                      | två                      | andra                    |
| three                                 | /the/ third                   | 3rd                      | tre                      | tredje                   |
| five                                  | /the/ fifth                   | 5th                      | fem                      | femte                    |
| eight                                 | /the/ eighth                  | 8th                      | åtta                     | åttonde                  |
| nine                                  | /the/ ninth                   | 9th                      | nio                      | nionde                   |
| twelve                                | /the/ twelfth                 | 12th                     | tolv                     | tolfte                   |
| Några av de regelbundna ordningstalen |                               |                          |                          |                          |
| Engelska                              | Engelska                      | Engelska                 | Svenska                  | Svenska                  |
| four                                  | /the/ fourth                  | 4th                      | fyra                     | fjärde                   |
| six                                   | /the/ sixth                   | 6th                      | sex                      | sjätte                   |
| ten                                   | /the/ tenth                   | 10th                     | tio                      | tionde                   |
| eleven                                | /the/ eleventh                | 11th                     | elva                     | elfte                    |
| thirteen                              | /the/ thirteenth              | 13th                     | tretton                  | trettonde                |
| fourteen                              | /the/ fourteenth              | 14th                     | fjorton                  | fjortonde                |
| twenty                                | /the/ twentieth               | 20th                     | tjugo                    | tjugonde                 |
| twenty-one                            | /the/ twenty-first            | 21st                     | tjugoett                 | tjugoförsta              |
| thirty-two                            | /the/ thirty-second           | 32nd                     | trettiotvå               | trettioandra             |
| fourty-three                          | /the/ fourty-third            | 43rd                     | fyrtiotre                | fyrtiotredje             |
| fifty-five                            | /the/ fifty-fifth             | 55th                     | femtiofem                | femtiofemte              |
| sixty                                 | /the/ sixtieth                | 60th                     | sextio                   | sextionde                |
| seventy-six                           | /the/ seventy-sixth           | 76th                     | sjuttiosex               | sjuttiosjätte            |
| a \ one hundred                       | /the/ /one/ hundredth         | 100th                    | hundra                   | hundrade                 |
| one hundred and nine                  | /the/ one hundred and ninth   | 109th                    | hundranio                | hundranionde             |
| six hundred and twelve                | /the/ six hundred and twelfth | 612th                    | sexhundratolv            | sexhundratolfte          |

Ordningstal har bestämd artikel utom vid datum. Dock finns åtskilliga fraser med first och second som inte har bestämd artikel. Det finns även helt andra uttryck med något av dessa räkneord samt ett par uttryck där svenskan men inte engelskan har ordet 'första'.
- First things first. (Låt oss ta sakerna i tur och ordning.)
- At first sight. (Vid första ögonkastet \ påseendet.)
- The front page. The front row. (Första sidan. Första bänken.)
- The ground floor. (Första våningen. Bottenvåningen.)
- We are first cousins. We are second cousins. (Vi är kusiner. Vi är sysslingar.)
- We are first cousins once removed. (Uttrycket förekommer inte i svenska släktsammanhang. Det uttrycker släktskapsförhållandet mellan den talande och dennas mors eller fars kusin. Vi skulle säga: "Hon \ han är min mors \ fars kusin." Det kan även betyda kusinbarn.)
- On second thought/s/. (Vid närmare eftertanke.)
- She has second sight. (Hon är synsk.)
- He is second best. (Han är näst bäst.)
- I must do a number one. – Have you done a number two also? (Jag måste kissa. – Har du bajsat också? [barnspråk och mycket familjärt; i USA säger barn oftast bara: I have to go, underförstått "på toa".])
- She is First Lady. She is first lady. (Hon är [rikets] första dam. Bestämd artikel förekommer ibland liksom liten bokstav. Många tänker sannolikt oftast på presidenthustrun i USA när de hör begreppet first lady, men detta kan avse hustrun till statschefen i vilket land som helst eller hustrun till en amerikansk guvernör eller den mest framstående kvinnan inom sitt område.)

### Bråktal
Enkla bråktal uttalas på samma sätt som i svenskan: 1 / 7 one seventh, 2 / 5 two fifths etc. Man säger sällan a fourth utan  a quarter. Mer komplicerade bråktal brukar utläsas siffra för siffra: 12 / 598 twelve over five‑nine‑eight.

## Pronomen

### Personliga pronomen
| Personliga pronomen | Personliga pronomen | Personliga pronomen | Personliga pronomen |
| Subjektsform        | Subjektsform        | Objektsform         | Objektsform         |
| ------------------- | ------------------- | ------------------- | ------------------- |
| I                   | jag                 | me                  | mig                 |
| you                 | du                  | you                 | dig                 |
| he                  | han                 | him                 | honom               |
| she                 | hon                 | her                 | henne               |
| it                  | den \ det           | it                  | den \ det           |
| we                  | vi                  | us                  | oss                 |
| you                 | ni                  | you                 | er                  |
| they                | de                  | them                | dem                 |

Bruket som förekom i svenskan fram till den så kallade du-reformen, i skiftet mellan 1960‑ och 1970‑tal, att vid tilltal kalla en person vid släktskapsord eller med titel förekommer knappast i engelskan. Där ersätts sådana ord med ett pronomen. Notera dock stilskillnaden vid: No John, after you. – No Mr. White, after you. Ett barn, en underordnad eller en uppenbart yngre person än den tilltalade kan av artighet lägga till ett sir eller madam. Till ett kvinnligt affärsbiträde, en servitris eller en yngre kvinna i allmänhet kan man lägga till ett miss. Om man, för att undvika förväxling, likafullt vill nämna en persons titel, gäller som huvudprincip att man lägger denna efter namnet. (Beträffande titlar vid personnamn se dock även vid Personnamn.)
Å andra sidan är det helt enligt skick och bruk i England, att i förekommande fall lägga till den tilltalade eller omtalade personens adliga rang till namnet eller att presentera någon med dennes adliga titel. Detta är däremot något som är i det närmaste otänkbart i Sverige numera. Det skulle sannolikt snarast tolkas ironiskt eller i vissa radikala kretsar till och med nedlåtande.
- Thanks for the present you gave me, grandma. (Tack för presenten farmor gav mig.)
- That is very nice of you, madam. (Det är mycket vänligt av doktorinnan.)
- Can I help you, sir? (Kan jag hjälpa farbror \ herrn med något?)
- Mr. Nicolas Johnson, construction engineer. (Byggingenjör Nicolas Johnson. [exempelvis i brev. Läs mer i syntaxen vid Brev.)])
- Would you please follow me, Sir John. – Escuse me, may I present Sir John Barleycorn to you, your Ladyship? (Äldre tiders svenska: "Vänligen den här vägen, nådig junker. – Ursäkta, får jag presentera hans nåd John Barleycorn, nådig fru friherrinnan\grevinnan." Modern svenska: "Varsågod, den här vägen. – Ursäkta, får jag presentera John Barleycorn för er, fru Stenbock.")

I svenskan är det mera korrekt att säga "Han är äldre än jag", eftersom detta är en så kallad satsellips av uttrycket "Han är äldre än vad jag är." Emellertid har denna regel kraftigt luckrats upp, så att det numera anses väl så riktigt att säga: "Han är äldre än mig." Engelskan använder den senare formen: He is older than me, men en del personer föredrar likafullt att ha pronomenet i subjektsform  ... than I.
Som predikatsfyllnad(pf) används objektsformen. Då anses det petigt att använda subjektsformen även om det naturligtvis inte är fel. 
- It is mepf. That's mepf. (Det är jag. Det där är jag. [me är objektsformen av I])

Vid en relativsats anses dock subjektsformen mer naturlig, och då bör verbet rätta sig efter det egentliga subjektet i huvudsatsen och inte efter det formella subjektet it.
- It's Ipf who am the guilty one. (Det är jag som är den skyldige.)

Som svar på en enkel fråga används objektsformen.
- Who wants to play cards? – Me. (Vem vill spela kort? – Jag.)

### Reflexiva pronomen
| Personliga pronomen | Personliga pronomen | Reflexiva pronomen | Reflexiva pronomen |
| ------------------- | ------------------- | ------------------ | ------------------ |
| I                   | jag                 | myself             | jag själv          |
| you                 | du                  | yourself           | dig själv          |
| he                  | han                 | himself            | han själv          |
| she                 | hon                 | herself            | henne själv        |
| it                  | den \ det           | itself             | den \ det själv    |
| we                  | vi                  | ourselves          | vi själva          |
| you                 | ni                  | yourselves         | ni själva          |
| they                | de                  | themselves         | de själva          |

Verbet feel kan användas reflexivt, men betyder då att subjektet 'upptäcker sig vara'. Det reflexiva pronomenet utelämnas dock mycket ofta. 
- I feel sad. I felt /myself/ uneasy in his presence. (Jag känner mig sorgsen. Jag kände mig lite olustig \ besvärad i hans närvaro. Jag märke att jag kände mig ...)

Åtskilliga engelska verb kan precis som i svenskan användas antingen reflexivt eller transitivt: adapt, dress, hide, identify, prepare, report, shave, wash, worry med flera (anpassa /sig/, klä /sig/, gömma /sig/, identifiera /sig/, förbereda /sig/, inställa /sig/ [till tjänst], raka /sig/, tvätta /sig/, bekymra sig.) Detta styrs av sammanhanget, vilket kan kräva en viss anpassad konstruktion.
- Where has that darn boy hidden himself? (Var har den förbaskade pojken gömt sig? [reflexivt; objektet är ett reflexivt pronomen])
- Where has that darn boy hidden his sister? (Var har den förbaskade pojken gömt sin syster? [transitivt; objektet är en konstruktion med ett substantiv])

Åtskilliga andra engelska verb är alltid icke‑reflexiva till skillnad från sina svenska motsvarigheter: alter, appear, approach, bother about, bow, change, concentrate [on], cope, hurry, imagine, learn, lie down, manage, marry, move, prove, retire, sit down, stand up, take off, withdraw med flera (ändra, visa sig, vända sig till, bry sig om \ göra sig besvär med, buga sig, förändra sig, koncentrera sig [på], klara sig, skynda sig, föreställa sig \ inbilla sig, lära sig, lägga sig, klara sig, gifta sig, röra sig, visa sig vara, dra sig tillbaka, sätta sig, ställa sig upp, klä av sig \ ta av sig, dra sig tillbaka).
- I think I'll retire. (Jag tror jag drar mig tillbaka.)

Då ett reflexivt pronomen är betonat betyder det oftast 'själv'.
- I did it all by myself. (Jag har gjort den själv)

### Possessiva pronomen
| Possessiva pronomen  | Possessiva pronomen  | Possessiva pronomen      | Possessiva pronomen      |
| Förenade – obetonade | Förenade – obetonade | Självständiga – betonade | Självständiga – betonade |
| -------------------- | -------------------- | ------------------------ | ------------------------ |
| my                   | min/mitt/mina        | mine                     | det är min/mitt/mina     |
| your                 | din/ditt/dina        | yours                    | det är din/ditt/dina     |
| his                  | hans                 | his                      | det är hans              |
| her                  | hennes               | hers                     | det är hennes            |
| its                  | dess                 | its                      | det är dess              |
| our                  | vår/vårt/våra        | ours                     | det är vår/vårt/våra     |
| your \ Your          | er/ert/era \ Er      | yours \ Yours            | det är er/ert/era \ Er   |
| their                | deras                | theirs                   | det är deras             |

| Reflexivt possessivt pronomen – endast tredje person | Reflexivt possessivt pronomen – endast tredje person | Reflexivt possessivt pronomen – endast tredje person | Reflexivt possessivt pronomen – endast tredje person |
| Förenat                                              | Förenat                                              | Självständigt                                        | Självständigt                                        |
| ---------------------------------------------------- | ---------------------------------------------------- | ---------------------------------------------------- | ---------------------------------------------------- |
| his                                                  | sin \ sitt \ sina                                    | his                                                  | sin \ sitt \ sina                                    |
| her                                                  | sin \ sitt \ sina                                    | hers                                                 | sin \ sitt \ sina                                    |
| its                                                  | sin \ sitt \ sina                                    | its own                                              | sin \ sitt \ sina                                    |
| one's                                                | sin \ sitt \ sina                                    | one's own                                            | sin \ sitt \ sina                                    |
| their                                                | sin \ sitt \ sina                                    | theirs                                               | sin \ sitt \ sina                                    |

Skilj på its (possessivt pronomen) och it's = it is (det är)!
Notera att engelskan (liksom tyskan) saknar speciella former för de reflexiva possessiva pronomina. Formerna för dels 'hans', 'hennes', 'dess', dels de reflexiva possessiva formerna 'sin', 'sitt', 'sina' är desamma. Sammanhanget får avgöra hur en mening ska översättas, vilket lätt leder till översättningsfel, i all synnerhet som många svenskar har svårt att göra denna distinktion även i svenskan. 'Sin', 'sitt', 'sina' syftar alltid på subjektet i satsen!
- Eric såg ledsen ut, när John tog hans hund och gick. (Hunden tillhör Eric. Kan inte grammatiskt missförstås på svenska (men missförstås ofta rent semantiskt, i synnerhet vid mer komplicerade satser).)
- Eric put up a sad face when John took his dog and left. (Dubbeltydigt, men leder sannolikt tankarna till att John istället tog sin egen hund.)
- Eric put up a sad face when John took Eric's dog and left. (Entydigt men klumpigt)
- Eric put up a sad face when John took his friend's dog and left. (Hunden kan tillhöra en tredje person, men konstruktionen leder sannolikt tankarna till att John tog Erics hund.)
- Eric put up a sad face when he handed over his dog to John and saw him leave with it. (Eric såg ledsen ut när han lämnade över sin hund till John och såg honom gå sin väg med den. – Kan inte missförstås.)

- Eric såg ledsen ut, när John tog sin hund och gick. (Hunden tillhör John. Kan inte grammatiskt missförstås på svenska (och brukar heller inte missförstås rent semantiskt).)
- Eric put up a sad face when John took his dog and left. (Dubbeltydigt. Se ovan.)

Engelskan använder possessiva pronomen vid ord som betecknar släktingar och nära vänner i bestämd form.
- He told his parents \ classmates that he had bought a bicycle. (Han sade till föräldrarna \ klasskamraterna att han hade köpt en cykel.)

Beträffande substantiv som betecknar subjektets kroppsdelar, klädesplagg och personliga saker, använder engelskan mycket oftare possessiva pronomen än svenskan. Däremot används de inte då det avser objektets dito och inte heller i passiv konstruktion.
- She sprained her ankle. (Hon vrickade foten.)
- He put on his shoes. (Han tog på sig skorna.)
- I kicked him in the butt. (Jag sparkade honom i ändan. [him är objekt])
- He was kicked in the butt. (Han sparkades \ blev sparkad i ändan.)

Engelskans one som reflexivt possessivt pronomen motsvarar svenskans 'man'. ( Se även  'Man' i syntaxen)

### Demonstrativa pronomen
| Demonstrativa pronomen |       |         |       |       |         |
| Sing.                  | this  | den här | Sing. | that  | den där |
| Plur.                  | these | de här  | Plur. | those | de där  |

Utpekande pronomen (ersätter ett substantiv)
- If this is mine that must be yours. (Om detta är min, måste den \ den där vara din.)
- This is my son and that is my daughter. (Det här är min son, och det där är min dotter.)

Demonstrativa pronomen finns i många konstruktioner som saknar svenska motsvarigheter.
- In this country of ours. (Här i landet.)
- This morning. (I morse.)
- For this once. (För denna enda gångs skull.)

Notera skillnaden: At that time when ... ; At the time when ... (På den tiden då ... ; Vid tidpunkten då …)
Demonstrativa pronomen kan ibland uttrycka en viss känsla inför något.
- That dog of yours. (Den där [underförstått: jäkla] hunden du har.)
- I had this sensation ... (Då fick jag en sådan där [härlig] känsla ...)

This kan presentera något nytt i en framställning.
- By then this bloke approached and he ... (Just då kom det fram en kille och han ...)

I informella sammanhang används ett betonat demonstrativpronomen med betydelsen 'så', 'till den grad'.
- He is not that clever. (»Så« klyftig är han inte.)

Vid direkt utpekande, då 'det' ersätter ett substantiv, heter det this one eller that one.
- Which one of the books do you fancy the most? This one. (Vilken av böckerna tilltalar dig mest? Denna \ Den här.)

### Determinativa pronomen
Framåtsyftande pronomen. De syftar antingen framåt på nästa bisats eller bakåt på den föregående bisatsen. Ibland tillgrips olika omskrivningar med andra uttryck. (Bisatsen som pronomenet syftar på är för tydlighetens skull satt inom apostrofer här.)
1. Förenade.
  - This is the book 'of which I was speaking'. (Det här är den boken, 'som jag talade om'.)
  - Those are the ones ’i dislike the most'. (De där är dem, 'som jag tycker sämst om'.)
  - The ones ’i dislike the most', are those. (De, 'som jag tycker sämst om', är de där.)
2. Självständiga om personer.
  - I will pay £50 to anyone who 'could find my dog'. (Jag betalar 50 pund till vem som helst, 'som kan finna min hund'.)
  - I am not the person 'you should turn to'. (Jag är inte den 'du borde vända dig till'.)
  - I ordspråk används oftast he eller she.
    - He ’who lives' shall see. (Den 'som lever' får se.)
3. Självständiga om djur och saker.
  - The cat over there is the one 'that bit me'. (Katten där borta är den 'som bet mig'.)
4. Allmänt neutralt.
  - What 'you say' is unbelievable! (Det 'som du säger' är otroligt!)

### Interrogativa pronomen
Frågepronomen.
| Interrogativa pronomen | Interrogativa pronomen                                        | Interrogativa pronomen                             |
| ---------------------- | ------------------------------------------------------------- | -------------------------------------------------- |
| who                    | vem, vilka (om personer)                                      | Who is that girl?                                  |
| whom                   | vem, vilka (om personer i objektsform samt efter prep.)       | To whom did you give the keys?                     |
| whose                  | vems (om personer och djur)                                   | Whose cat is this and whose fur bolls are these?   |
| which                  | vilken, vilket, vilka (om personer vid urval)                 | Which of the girls is your sister?                 |
| which                  | vilken, vilket, vilka (om djur och saker)                     | Which cat is yours and which cat box?              |
| what                   | vad, vad för slags, vilken, vilket, vilka (alla slags subst.) | What colour is your new bike? What was his answer? |

Skilj på whose ('vems', interrogativt pronomen) och who's = who is (vem är)!
I indirekta frågesatser förekommer inte något 'som'.
- Do you know what songs she will sing? (Vet du vilka sånger, som hon tänker sjunga?)

Which ska alltid användas då det är fråga om en valsituation, what då är en mer allmän undran.
- Which song do you like the best and what do you think of its lyrics? (Vilken sång gillar du bäst och vad anser du om texten?)

Vid frågor om tid, datum och ålder används alltid what.
- What day were you born on? (Vilken dag är du född?)

What används i åtskilliga informella uttryck.
- What about John? How about John? (Och John då?)
- What about a cup of coffee? How about a cup of coffee? (Hur skulle det vara med en kopp kaffe?)
- What if she doesn't turn up? (Vad gör vi om hon inte dyker upp?)

### Relativa pronomen
|                    | Nödvändig relativsats | Nödvändig relativsats | Icke‑nödvändig relativsats | Icke‑nödvändig relativsats |
| Mänskligt korrelat | Icke‑mänskligt        | Mänskligt korrelat    | Icke‑mänskligt             |                            |
| ------------------ | --------------------- | --------------------- | -------------------------- | -------------------------- |
| Subjekt            | who, that             | which, that           | who                        | which                      |
| Objekt             | who, whom, that, Ø    | which, that, Ø        | who, whom                  | which                      |
| Efter preposition  | whom                  | which                 | whom                       | which                      |
| Possessiva         | whose, of whom        | whose, of which       | whose, of whom             | whose, of which            |

I nödvändiga relativsatser används oftast så kallad nollkonstruktion, det vill säga utan relativt pronomen. Så är det även oftast i svenskan. Notera att whom måste sättas ut efter preposition.
- This is the girl I've always dreamed of. (Detta är den flicka /som/ jag alltid /har/ drömt om.)
- This is the girl of whom I've always dreamed. (Detta är den flicka om vilken jag alltid har drömt.)
- This is the girl for whom I … (Detta är den flicka för vilken jag …)
- This is the hero to whom I owe my life. (Det här är den hjälte /som/ jag har att tacka för mitt liv.)

En nödvändig relativsats talar om något som är väsentligt för att identifiera korrelatet (ordet som relativpronomenet syftar på; i följande två exempel är 'hankatt' korrelat), medan en icke‑nödvändig relativsats nämner något som lika gärna kunde ha utelämnats utan att förståelsen därmed skulle ha gått förlorad. Den sistnämnda typen står vanligen inom kommatecken som lös apposition.
- Nödvändig:
  - That "tomcat" that I got this autumn has had kittens. (Den "hankatt" som jag fick i höstas har fått kattungar. [Tar man bort "som jag fick i höstas", blir meningen felkonstruerad eftersom ett determinativt pronomen ("Den") kräver en bestämning: "Den 'hankatt' har fått kattungar." Vilken "Den hankatt"?])
- Icke‑nödvändig:
  - The "tomcat", which I got this autumn, has had kittens. ("Hankatten", som jag fick i höstas, har fått kattungar. [I detta fall är satsen "som jag fick i höstas" endast en extra upplysning och kan plockas bort utan att meningen förlorar sin grundinnebörd. Det är hankatten (nämnd i en tidigare mening) som har fått kattungar, oavsett när jag fick "honom".])

Det är allt vanligare att whose ersätter of which. 
- These paintings, of which the frames are ... \ whose frames are ... (De här tavlorna vars ramar ...)

### Indefinita pronomen
Obestämda pronomen, som inte syftar på någon särskild eller på någonting särskilt.
1. Någon, något, några.
  1. Om meningen är jakande används some, vilket på svenska även kan motsvaras av 'somliga' eller 'litet'. Former med ‑body används enbart om människor och kan stå i genitiv.
    - Förenat – some. 
      - I know some guys who can help. (Jag känner några killar som kan hjälpa till.)

    - Självständigt med syftning på något – one. 
      - It must be one of them. (Någon av dem måste det vara.)

    - Självständigt utan syftning – somebody, someone, something. 
      - There is something in the box. (Det ligger något i lådan.)
      - Some foolishness! (Vilka dumheter!)
      - That's some escuse! (Det var också en ursäkt! [ironiskt])

  2. Om meningen är nekande eller tvivlande används any. På svenska kan man då ofta lägga till 'alls' eller 'över huvud taget'. Any används även vid uttryck där andemeningen är 'än någon annan\ än något annat'.
    - Förenat – any. 
      - I don't have any money. (Jag har inte några pengar [över huvud taget].)
      - The photographers weren't allowed to take any photos. (Fotograferna fick inte tillstånd att ta några [som helst] bilder.)
      - She's wealthier than any other woman in Sweden. (Hon är rikare än någon annan kvinna i Sverige.)

    - Självständigt med syftning på något – any. 
      - I don't have any. (Jag har inte några.)

    - Självständigt utan syftning – anybody, anyone, anything. 
      - I haven't said anything to anyone. (Jag har inte sagt någonting till någon.)

  3. Skillnader mellan some och any. Om den frågande förväntar sig ett jakande svar, och då han\hon vill ha sin tanke bekräftad, är det inte bara mer korrekt utan betydligt artigare att använda former med ‑some.
    - Can I get you someting? ([Jag ser att du är törstig, så ... ] Vill du ha någonting?)
    - Can I get you anyting? ([Du ska ju bara vänta här i tio minuter, men det är väl bäst att jag ändå frågar  ... ] Vill du ha någonting? )
    - Didn't you have some other questions? ([Vi talades ju vid före lektionen, och då nämnde du en fråga, så kläm fram med den nu.] Hade inte du ytterligare ett par frågor?)
    - Are there any other questions? ([Alla ser ut att ha förstått, så nu slutar vi ... hoppas jag.] Var det några fler frågor?)

  -     - 'Några få' – a few; någondera (av två) – either. (Se nedan vid punkt 13. Lite, litet, få..)
2. Vem, vilken, vilket, vilka, vem \ vad som helst.
  - Om meningen är jakande används any, anybody, anyone, anything.
  - Anybody \ anyone could have done this. (Vem som helst kan ha gjort detta.)
  - 'Var som helst' – anywhere.
3. Ingen, inga, inget. Former med ‑body används enbart om människor och kan stå i genitiv. ’ingen annan än', ’inga andra än', ’inget annat än' konstrueras på samma sätt. 
  - No one but\except\besides\else but\save[formellt] John was there. (Det var bara John som var där. Ingen mer än ...  Ingen /för/utom ... [konstaterande]) Notera:  'None other' \ 'No less a person' than John met me. (Ingen mindre än John mötte mig! [häpenhet])
  - I didn't tell anybody else but you. (Jag har inte sagt det till någon annan än till dig.)
  - 'Ingendera' (av två) – neither. 
    - Neither of the girls could come. (Ingen av flickorna kunde komma.)

  - 'Ingen enda' – not one. 
    - Not one of the girls could dance. (Inte en enda av flickorna kunde dansa.)

  - 'Nästan ingen' – hardly any, scarcely any. 
    - Hardly any of the girls wore any clothes at all at the fancy‑dress ball. …\ at the costume ball. (Knappast någon av flickorna bar några kläder alls på maskeradbalen.)

  - None but John and his mate were there. (Ingen mer än John och hans kompis var där.)
  - 'Ingenstans' – nowhere.

  1. Förenat – no. 
    - No child could have done that. (Det där kan inte ett barn ha gjort. Ett barn kan inte ha gjort det där.)

  2. Självständigt med syftning – none (of). 
    - None of the boys are here. (Ingen av pojkarna är här.)

  3. Självständigt utan syftning på något – nobody, no one, none, nothing. Efter nothing står verbet i grundform. 
    - She did nothing but cry. (Hon gjorde inget annat än bara grät.)
4. Var och en, varje, vardera. De engelska orden är singularer. Every är inkluderande (alla); each är exkluderande (var och en för sig). 
  - Every scout must participate and each one is responsible for his own equipment. (Varje scout måste deltaga, och var och en är ansvarig för sin egen utrustning.)

  1. Förenat – every, each. 
    - Every other day. (Vareviga dag.)

  2. Självständigt med syftning – every one. 
    - Each and every one of you ... (Varenda en av er ...)

  3. Självständigt utan syftning på något – everybody, everyone. 
    - Everybody can help. (Varje människa kan hjälpa till. \ Alla människor kan hjälpa till.)

  -     - 'Överallt' – everywhere.
5. Endera, ingendera. – Either, neither. Gäller alltid en av två! De är singularer.
  - Either you or I must go, though neither of us is willing. (En av oss måste gå, trots att ingen av oss är villig.)
6. Man, en, ena, annan, andra.
  - one, other, the other, another. Notera: The other day. (Häromdagen.) ( Se även  'Man' i syntaxen)
  - Allmänt neutralt 'ett annat' – another thing.
  - Efter pronomen på ‑body, ‑one, ‑thing samt efter much, a great deal, little, who  och what används else.
  - There is nothing else one can do. (Det är inget annat man kan göra.)
  - To say is one thing, to do is another. (Att tala är en sak, att göra är en annan.)
  - One of my sisters is ill. ('Den ena' \ 'En' av mina systrar ligger sjuk.)
  - Speak good of others. (Tala väl om andra!)
7. Mycket, många.
  1. Förenat och självständigt med syftning: 
    - vid oräknebara substantiv – much, a great deal of, a large amount of, a lot of, plenty of
    - vid räknebara substantiv – many, a great many, a large number of, a lot of, lots of, plenty of.
    - Lots of those who were there had much fun. (Många av dem som var där [räknebara, förenat] hade det mycket roligt [icke räknebart, självständigt].)
    - A large amount of the milk comes from many of my own cows. (En stor kvantitet av mjölken [icke räknebart, förenat] kommer från många av mina egna kor. [räknebart, förenat])

  2. Självständigt utan syftning på något; 'mycket' – much, a great deal, 'många' – many.
    - Many had much to do with them and got a great deal out of it. (Många hade mycket med dem att göra och fick ut en hel del av det \ fick mycket ut av det.)
8. Mera, fler, den mesta, de flesta.
  - Åtskilliga – several, mera, flera än – more, den \ det mesta, de flesta – most. Several tänks vara färre i antal än many.
  - I see that you have many books and several of them are in Navaho. (Jag ser att du har en hel del böcker, och många av dem är på navajo.)
  - I also see that your books in Navaho are more than a dozen. (Jag ser också att dina böcker på navajo är fler än ett dussin.)
9. Alla, allt, alla.
  - All används i allmän betydelse utan bestämd artikel dels vid oräknebara substantiv, dels vid pluraler. At all betyder 'alls' i nekande sats och 'över huvud taget' i frågande och 'det minsta' i villkorsbisats. After all. (När allt kommer omkring).
  - All the food must be distributed among all the famine victims. (Allt mat måste fördelas mellan alla svältoffren.)
  - I wish them all the best. (Jag önskar dem allt gott.)
  - I didn't see anything at all and if you are at all interested I must ask: Did you see at all? (Jag såg ingenting alls, och om du är det minsta intresserad så måste jag fråga: Såg du något över huvud taget?).
  - All används i en del uttryck som saknar motsvarighet i svenskan.
    - I'll do it all the same. It's all the same to me. For all I care. (Jag gör det i alla fall. Det kvittar mig lika. Det gör mig detsamma.)
    - It isn't all that bad. (Så dåligt är det inte.)
    - Can I take a look at that flyer? – By all means, keep it! It's all yours. (Kan jag få ta en titt på det där flygbladet? – För all del, behåll det du. Det är ditt. [som svar då någon bett att få låna något])
    - She's all in. She all but died. (Hon är helt slut. Hon nästan dog.)
      - Notera: Denna konstruktion ska inte förväxlas med exempelvis I have got it all but for the tools. – Jag har skaffat allt utom \ 'så när som på' verktygen.

    - All right. He's all right. (Gott \ kör i vind \okej. Han är en bra kille \ Han mår fint.)
    - This is for good and all. (Detta gäller definitivt [för "evigt"].)
    - That is John all over! (Det är så typiskt John!)
10. Hel, helt, hela.
  - Då all betyder 'hela' är det synonymt med whole. Om whole står i singularis är det starkare än all. Vid de flesta pluraler och i obestämd singular används whole. 
    1. Vid tidsord kan både all och the whole användas.
      - All the year round. The whole year round. (Hela året om.)
      - All the time. The whole time. (Hela tiden.)

    2. Vid kollektiver och andra räknebara substantiv som tänks bestå av delar används både all the och the whole synonymt. 
      - The whole crew \ bunch was dead drunk. All the crew \ bunch was dead drunk. [The entire crew…] (Hela besättningen var totalberusad \ Hela gänget var "aspackat".)
      - All the country. The whole country. (Hela landet. [ingen kollektiv men tänks bestå av en mängd invånare])

    3. Vid alla andra räknebara substantiv används nästan uteslutande the whole.
      - The whole apple. All the apple. [The entire apple.] (Hela äpplet.)
      - The whole way. All the way. (Hela vägen.)
      - The whole lot. (Hela rasket.)
      - The whole truth. (Hela sanningen.)
      - The whole computer. (Hela datorn.)

    4. Vid oräknebara substantiv används emellertid endast all the, all my och så vidare.
      - I'm tired of all this rubbish. (Jag är trött på allt det här skräpet \ struntpratet.)
      - All the fun. All the food. All my love. (Allt det roliga. All maten. All min kärlek.)

    5. Vid egennamn och andra ord som inte har bestämd artikel används antingen the whole of (of är här obligatoriskt) eller all [of].
      - Almost all Europe is … (Så gott som hela Europa är…)
      - Almost all Europe is singing … (Så gott som alla Europas invånare sjunger … [högtidligt]. I informella sammanhang även: The whole of Europe is …)
      - Almost the whole of Europe is … (Så gott som hela Europa är …)
      - All June. The whole of June. All Swedish economy. The whole of Swedish economy. (Hela juni. Hela Sveriges ekonomi.)
11. Nog.
  - 'Nog', 'tillräckligt' – enough. 
    - You have had enough to eat. (Du har ätit tillräckligt.)
12. Sådan, sådan, sådana.
  1. Förenat – such. Om obestämd artikel finns med, ska den stå efter such. Självständigt står such oftast som predikatsfyllnad.
    - Such an awful man he is. (En sådan hemsk människa han är.)
    - Such is life. (Sådant är livet.)
    - Notera: Vid utrop används what a. What an extraordinary child! (Ett sådant märkligt barn!)
13. Lite, litet, få.
  - 'Lite', ’inget' – little, less, least. 'Något', 'lite grann', icke räknebart – a little. 'Få', räknebart – few. Komparativen less används vid måttsenheter: Less then four days. (Färre än fyra dagar.)

A few är färre än some och har en underliggande mening av ’inte så särskilt mycket'.
| a little, a few – positiv innebörd ; little, few – negativ innebörd | a little, a few – positiv innebörd ; little, few – negativ innebörd                             |
| ------------------------------------------------------------------- | ----------------------------------------------------------------------------------------------- |
| Singularis, icke räknebara                                          | Pluralis, räknebara                                                                             |
| a little wine (lite grann vin)                                      | a few friends (ett par vänner)                                                                  |
| little wine (lite men nästan inget vin)                             | few friends (få vänner, nästan inga vänner)                                                     |
| less wine (mindre vin [än ...])                                     | fewer friends (färre vänner)                                                                    |
|                                                                     | quite a few friends some few friends a good few friends not a few friends (ganska många vänner) |

## Verb
Engelska verb har fyra former (med undantag av hjälpverben).
| Grundform | talk    | tala          |
| s‑form    | talks   | han talar     |
| ing‑form  | talking | talande       |
| ed‑form   | talked  | talade, talat |

Verbets ing‑form kallas progressiv form – pågående form.
Grundformen har fyra funktioner (modus):
| Presens            | I \ you \ we \ you \ they talk he \ she \ it \ the boy talks | Jag \ du \ vi \ ni \ de talar han \ hon \ den \ det \ pojken talar |
| Imperativ          | talk!                                                        | tala!                                                              |
| Infinitiv          | [to] talk                                                    | [att] tala                                                         |
| Presens konjunktiv | talk                                                         | talar                                                              |

Exempel på presens konjunktiv i en sats som avser en viljeyttring: I wish /that/ you talk to them. (Jag önskar att du talar till dem.) Engelskan har verbets grundform för att uttrycka presens konjunktiv. Även modern svenska saknar särskilda verbformer för att uttrycka presens konjunktiv, men det finns spår kvar i vårt språk av äldre svensk grammatik i vissa stelnade uttryck. (Läs mer i syntaxen nedan vid Konjunktiv.) I imperfekt konjunktiv skulle exemplet på ålderdomlig svenska lite fritt översatt kunna bli: Jag såge gärna att du ginge och talade vid dem.
Flera verb får dubbel slutkonsonant i progressiv form och i particip.
1. Verb i vilken slutstavelsen har tryckstark vokal som följs av konsonant, dubbeltecknas konsonanten efter ‑ing och ‑ed.
  - trap, trapping, trapped (fånga i fälla)
  - permit, permitting, permitted (tillåta)
2. Verb som slutar på ‑l med obetonad slutstavelse får slut‑l dubblerad (i brittisk men ej i amerikansk engelska).
  - travel, travelling, travelled (resa)
3. Tre verb som slutar på ‑p får denna bokstav dubblerad.
  - handicap, handicapping, handicapped (handikappa, det vill säga sätta upp hårdare regler för någon i en tävling)
  - kidnap, kidnapping, kidnapped (kidnappa)
  - worship, worshipping, worshipped (dyrka en gudom, en kvinna, en man etc)
4. Verb som slutar på ‑c får istället ‑ck.
  - traffic, trafficking, trafficked (trafikera)
5. Vissa verb kan ha både enkel och dubblerad slutkonsonant. Exempel:
  - focus, focusing \ focussing, focused \ focussed (fokusera)

### Oregelbundna verb
Det finns cirka 200 oregelbundna verb i engelskan. Alltefter hur de böjs delas de in i fem klasser.
| Regelbundna      |                  | Oregelbundna | Oregelbundna | Oregelbundna | Oregelbundna | Oregelbundna |
|                  | Former           | 1            | 2A           | 2B           | 2C           | 3            |
| play             | Grundform        | cost         | learn        | beat         | run          | steal        |
| played (ed‑form) | Imperfekt        | cost         | learnt       | beat         | ran          | stole        |
| played (ed‑form) | Perfekt particip | cost         | learnt       | beaten       | run          | stolen       |

Beträffande verben i grupp 2A är i amerikansk engelska de regelbundna formerna learned betydligt vanligare än de oregelbundna learnt.

### Tempus
Samtliga tempusformer för ett regelbundet verb.

#### Presens
| Presens; jakande    | Presens; jakande            |
| Engelska            | Svenska                     |
| ------------------- | --------------------------- |
| I live              | jag lever                   |
| you live            | du lever                    |
| he \ she \ it lives | han \ hon \ den \ det lever |
| we live             | vi lever                    |
| you live            | ni lever                    |
| they live           | de lever                    |

| Presens; nekande           | Presens; nekande                 |
| Engelska                   | Svenska                          |
| -------------------------- | -------------------------------- |
| I don't live               | jag lever inte                   |
| you don't live             | du lever inte                    |
| he \ she \ it doesn't live | han \ hon \ den \ det lever inte |
| we don't live              | vi lever inte                    |
| you don't live             | ni lever inte                    |
| they don't live            | de lever inte                    |

| Presens; frågande        | Presens; frågande            |
| Engelska                 | Svenska                      |
| ------------------------ | ---------------------------- |
| do I live?               | lever jag?                   |
| do you live?             | lever du?                    |
| does he \ she \ it live? | lever han \ hon \ den \ det? |
| do we live?              | lever vi?                    |
| do you live?             | lever ni?                    |
| do they live?            | lever de?                    |

| Progressiv presens; jakande | Progressiv presens; jakande |
| Engelska                    | Svenska                     |
| --------------------------- | --------------------------- |
| I am living                 | jag lever                   |
| you are living              | du lever                    |
| he \ she \ it is living     | han \ hon \ den \ det lever |
| we are living               | vi lever                    |
| you are living              | ni lever                    |
| they are living             | de lever                    |

#### Imperfekt
| Imperfekt; jakande  | Imperfekt; jakande          |
| Engelska            | Svenska                     |
| ------------------- | --------------------------- |
| I lived             | jag levde                   |
| you lived           | du levde                    |
| he \ she \ it lived | han \ hon \ den \ det levde |
| we lived            | vi levde                    |
| you lived           | ni levde                    |
| they lived          | de levde                    |

| Imperfekt; nekande        | Imperfekt; nekande               |
| Engelska                  | Svenska                          |
| ------------------------- | -------------------------------- |
| I didn't live             | jag levde inte                   |
| you didn't live           | du levde inte                    |
| he \ she \ it didn't live | han \ hon \ den \ det levde inte |
| we didn't live            | vi levde inte                    |
| you didn't live           | ni levde inte                    |
| they didn't live          | de levde inte                    |

| Imperfekt; frågande     | Imperfekt; frågande          |
| Engelska                | Svenska                      |
| ----------------------- | ---------------------------- |
| did I live?             | levde jag?                   |
| did you live?           | levde du?                    |
| did he \ she \ it live? | levde han \ hon \ den \ det? |
| did we live?            | levde vi?                    |
| did you live?           | levde ni?                    |
| did they live?          | levde de?                    |

| Progressiv imperfekt; jakande | Progressiv imperfekt; jakande |
| Engelska                      | Svenska                       |
| ----------------------------- | ----------------------------- |
| I was living                  | jag levde                     |
| you were living               | du levde                      |
| he \ she \ it was living      | han \ hon \ den \ det levde   |
| we were living                | vi levde                      |
| you were living               | ni levde                      |
| they were living              | de levde                      |

#### Perfekt
| Perfekt; jakande        | Perfekt; jakande               |
| Engelska                | Svenska                        |
| ----------------------- | ------------------------------ |
| I have lived            | jag har levt                   |
| you have lived          | du har levt                    |
| he \ she \ it has lived | han \ hon \ den \ det har levt |
| we have lived           | vi har levt                    |
| you have lived          | ni har levt                    |
| they have lived         | de har levt                    |

| Perfekt; nekande           | Perfekt; nekande                    |
| Engelska                   | Svenska                             |
| -------------------------- | ----------------------------------- |
| I haven't lived            | jag har inte levt                   |
| you haven't lived          | du har inte levt                    |
| he \ she \ it hasn't lived | han \ hon \ den \ det har inte levt |
| we haven't lived           | vi har inte levt                    |
| you haven't lived          | ni har inte levt                    |
| they haven't lived         | de har inte levt                    |

| Perfekt; frågande        | Perfekt; frågande               |
| Engelska                 | Svenska                         |
| ------------------------ | ------------------------------- |
| have I lived?            | har jag levt?                   |
| have you lived?          | har du levt?                    |
| has he \ she \ it lived? | har han \ hon \ den \ det levt? |
| have we lived?           | har vi levt?                    |
| have you lived?          | har ni levt?                    |
| have they lived?         | har de levt?                    |

| Progressiv perfekt; jakande   | Progressiv perfekt; jakande    |
| Engelska                      | Svenska                        |
| ----------------------------- | ------------------------------ |
| I have been living            | jag har levt                   |
| you have been living          | du har levt                    |
| he \ she \ it has been living | han \ hon \ den \ det har levt |
| we have been living           | vi har levt                    |
| you have been living          | ni har levt                    |
| they have been living         | de har levt                    |

#### Pluskvamperfekt
| Pluskvamperfekt; jakande | Pluskvamperfekt; jakande        |
| Engelska                 | Svenska                         |
| ------------------------ | ------------------------------- |
| I had lived              | jag hade levt                   |
| you had lived            | du hade levt                    |
| he \ she \ it had lived  | han \ hon \ den \ det hade levt |
| we had lived             | vi hade levt                    |
| you had lived            | ni hade levt                    |
| they had lived           | de hade levt                    |

| Pluskvamperfekt; nekande   | Pluskvamperfekt; nekande             |
| Engelska                   | Svenska                              |
| -------------------------- | ------------------------------------ |
| I hadn't lived             | jag hade inte levt                   |
| you hadn't lived           | du hade inte levt                    |
| he \ she \ it hadn't lived | han \ hon \ den \ det hade inte levt |
| we hadn't lived            | vi hade inte levt                    |
| you hadn't lived           | ni hade inte levt                    |
| they hadn't lived          | de hade inte levt                    |

| Pluskvamperfekt; frågande | Pluskvamperfekt; frågande        |
| Engelska                  | Svenska                          |
| ------------------------- | -------------------------------- |
| had I lived?              | hade jag levt?                   |
| had you lived?            | hade du levt?                    |
| had he \ she \ it? lived  | hade han \ hon \ den \ det levt? |
| had we lived?             | hade vi levt?                    |
| had you lived?            | hade ni levt?                    |
| had they lived?           | hade de levt?                    |

| Progressiv pluskvamperfekt; jakande | Progressiv pluskvamperfekt; jakande |
| Engelska                            | Svenska                             |
| ----------------------------------- | ----------------------------------- |
| I had been living                   | jag hade levt                       |
| you had been living                 | du hade levt                        |
| he \ she \ it had been living       | han \ hon \ den \ det hade levt     |
| we had been living                  | vi hade levt                        |
| you had been living                 | ni hade levt                        |
| they had been living                | de hade levt                        |

#### Futurum
| Futurum; jakande        | Futurum; jakande                      |
| Engelska                | Svenska                               |
| ----------------------- | ------------------------------------- |
| I will live             | jag kommer att leva                   |
| you will live           | du kommer att leva                    |
| he \ she \ it will live | han \ hon \ den \ det kommer att leva |
| we will live            | vi kommer att leva                    |
| you will live           | ni kommer att leva                    |
| they will live          | de kommer att leva                    |

| Futurum; nekande                    | Futurum; nekande                           |
| Engelska                            | Svenska                                    |
| ----------------------------------- | ------------------------------------------ |
| I won't [will not] live             | jag kommer inte att leva                   |
| you won't [will not] live           | du kommet inte att leva                    |
| he \ she \ it won't [will not] live | han \ hon \ den \ det kommer inte att leva |
| we won't [will not] live            | vi kommer inte att leva                    |
| you won't [will not] live           | ni kommer inte att leva                    |
| they won't [will not] live          | de kommer inte att leva                    |

| Futurum; frågande        | Futurum; frågande                      |
| Engelska                 | Svenska                                |
| ------------------------ | -------------------------------------- |
| Will I live?             | kommer jag att leva?                   |
| Will you live?           | kommer du att leva?                    |
| Will he \ she \ it live? | kommer han \ hon \ den \ det att leva? |
| Will we live?            | kommer vi att leva?                    |
| Will you live?           | kommer ni att leva?                    |
| Will they live?          | kommer de att leva?                    |

### Hjälpverb
Hjälpverben i engelskan är be, do, have, can, may, must, ought to, shall, will (vara, göra, ha, kunna, få, måste, böra, skola, vilja). De tre första är så kallade fullständiga hjälpverb, det vill säga de kan även användas som huvudverb. De övriga kallas ofullständiga eller modala hjälpverb, och kan bara stå i presens och i imperfekt. Till dessa kommer de så kallade marginella hjälpverben dare, need, used to, had better (våga, behöva, bruka, 'det är bäst att'.

Notera att hjälpverb alltid står före not i negerade satser och att de alltid står före subjektet i frågor.
- I can not do that. Will you do it for me? (Jag kan inte göra det. Vill du göra det för mig?)

#### —Have—
Have används både som huvudverb och som hjälpverb och har följande former. Kortformerna betraktas som informella, det vill säga de brukas i talspråk och i vardagliga sammanhang:
|                  | Icke nekande | Icke nekande | Nekande      | Nekande          |
|                  | fulla former | kortformer   | fulla former | kortformer       |
| Grundform        | have         | ’ve          | have not     | ’ve not, haven't |
| s‑form           | has          | 's           | has not      | 's not, hasn't   |
| Imperfekt        | had          | 'd           | had not      | 'd not, hadn't   |
| ing‑form         | having       |              | not having   |                  |
| Perfekt particip | had          |              |              |                  |

I svenskan kan hjälpverbet ofta utelämnas, vilket man inte kan i engelskan annat än efter en samordnande konjunktion.
- When she had finished her supper she went out. (När hon /hade/ ätit kvällsmat gick hon ut.)
- He has written the letter, but not yet signed it. (Han har skrivit brevet, men ännu inte undertecknat det. [Hjälpverbet är utelämnat efter den samordnande konjunktionen but. Men även: He has written the letter, but he has not yet signed it.]

1. Hjälpverb omskrivs aldrig med do. Notera dock att have omskrivs med do dels då det är huvudverb och det samtidigt »inte« betyder 'äga', dels då have betyder ’vara tvungen', ’vara nödvändigt'.
  - Did you have a good time? (Hade du trevligt? [huvudverb, ej ägande])
  - Why did he have to kill the poor cat? (Varför var det nödvändigt för honom att döda den stackars katten?)

1. Då have däremot avser ägande kan det skrivas ensamt (i talspråk skjuter man gärna in ett got då, vilket saknar motsvarighet i svenskan) eller omskrivas med do. Det finns således tre sätt:
  - Do you have a car? (Har ni bil?)
  - Have you a car? (Endast brittisk engelska.)
  - Have you got a car?

#### —Be—
Be som hjälpverb används dels för att bilda progressiv form (I am teaching – Jag undervisar), dels passivum (you are taught – du blir undervisad), dels vid bildandet av predikatsfyllnad (Missy is a cat – Missy är en katt). 

Dessutom används be i betydelsen 'finnas', då 'finnas' »inte« är liktydigt med 'att existera' (Is there anything left to say? Finns det något mer att tillägga? Men: Do aliens really exist? Finns \ existerar det verkligen utomjordingar?).
|                                                                        | Icke nekande              | Nekande               | Nekande                                                         |
|                                                                        |                           | fulla former          | kortformer (informella)                                         |
| Grundform                                                              | [to] be                   | not [to] be           |                                                                 |
| Presens: första person singular tredje person singular övriga personer | am ('m) is ('s) are ('re) | am not is not are not | 'm not, aren't (end. britt. eng.) isn't, 's not aren't, 're not |
| Imperfekt: första och tredje person singular övriga personer           | was were                  | was not were not      | wasn't weren't                                                  |
| ing‑form                                                               | being                     | not being             |                                                                 |
| Perfekt particip                                                       | been                      |                       |                                                                 |

Omskrivning med be going + to med infinitiv av verbet används vid en nära förestående framtid där handlingen oftast (men inte alltid) är förenad med en avsikt. På svenska kan man då ofta använda verbet 'ämna'.
- I am going to Sweden next week. (Jag ska \ ämnar åka till Sverige nästa vecka.)
- Do you think it is going to rain today? (Tror du att det kommer att regna idag?)

#### —Do—
(Notera: de båda pronomina he och they i tabellen är godtyckligt valda.)
|                        | Frågande       | Nekande                              | Frågande och nekande                            |
| Presens:               |                |                                      |                                                 |
| tredje person singular | Does he come?  | He doesn't come. He does not come.   | Doesn't he come? Does he not come? [formellt]   |
| övriga personer        | Do they come?  | They don't come. They do not come.   | Don't they come? Do they not come? [formellt]   |
| Imperfekt:             |                |                                      |                                                 |
| alla personer          | Did they come? | They didn't come. They did not come. | Didn't they come? Did they not come? [formellt] |

##### Omskrivning meddo
I sex fall används omskrivning med do:
1. I sats som är nekad med ordet not.
  - Presens: No, I do not want to help you. (Nej, jag hjälper dig inte.)[5]
  - Imperfekt: That didn't hurt very much. (Det gjorde inte så särskilt ont.)
  - Imperativ: Don't do that! (Gör inte så där!)
2. Vid frågor som kan besvaras med ’ja' eller 'nej'.
  - Presens: Do you smoke? (Röker du? = Har du för vana att röka? Men: Are you smoking? – "Står du här och röker?
  - Imperfekt: Did you draw that? (Har du ritat det?)
3. Vid så kallade wh‑frågor, det vill säga vid frågor som inleds med något av frågeorden who eller what, där detta »inte« är subjekt utan objekt. [Jämför wh‑frågor nedan vid Ingen omskrivning med do]
  - Who did the girl ask? (Vem frågade flickan? \ Vem var det som flickan frågade? [the girl – flickan = subjekt] Men: Who asked the girl? Vem /var det som/ frågade flickan? [Who – vem = subjekt])
  - What did the girl do to him? (Vad gjorde flickan med honom? [the girl – flickan = subjekt])
4. Vid så kallade påhängsfrågor.
  - Jakande sats + nekande påhäng: You like peanuts, don't you? (Du tycker om jordnötter, eller hur?)
  - Nekande sats + jakande påhäng: You didn't die, did you? (Du dog inte, eller?)
5. Vid påståendesatser som inleds med ett inskränkande och nekande uttryck som fordrar omvänd ordföljd.
  - Not only did he die, but he sprained his ankle as well! (Han inte bara dog, utan stukade foten också!)
6. Vid emfas då hela sammanhanget ska framhävas. I svenskan kan vi lägga till ett 'faktiskt' och liknande.
  - Presens: I do want to go! (Jag vill resa! \ Jag vill verkligen resa!)
  - Imperfekt: You did come at last. (Du kom till slut /ändå/.)
  - Imperativ: Do sit down, please. (Var så god och sitt ner. Sitt ner för all del.)

Notera: Vid satser med never, placeras detta före do.
- She never did go to the concert. (Hon gick faktiskt aldrig på konserten.)

##### Ingen omskrivning meddo
1. Grundregeln är att hjälpverb aldrig omskrivs med do. (Se dock Have ovan och do nedan vid Andra användningar av do.)
  - Must you really go this early? (Måste ni verkligen gå så här tidigt?)
  - Can I bring you something? (Kan jag hämta något åt dig?)
  - Notera att be har omskrivning i vissa sammanhang.
    1. Vid nekad och vid emfatisk imperativ.
      - Don't be dafted. (Var inte så stollig.)
      - Do be quiet. (Var tysta då, för guds skull!)

    2. I frågor med imperativ andemening.
      - Why didn't she be more foresighted? (Varför var hon inte mer förutseende?)
2. Ingen omskrivning vid så kallade wh‑frågor, det vill säga frågor som inleds med who eller what, där frågeordet »är« subjekt. [Jämför wh‑frågor ovan vid Omskrivning med do]
  - What happened to you? (Vad hände med dig? [What – Vad = subjekt])
3. Ingen omskrivning vid sats som är nekad med något av orden never, hardly eller scarcely istället för med not.
  - It hardly moved. (Den rörde sig knappt.)
4. Ingen omskrivning vid sats med not där not inte bestämmer huvudverbet utan ett annat ord.
  1. Uttrycket not only bestämmer objektet \ predikatsfyllnaden.
    - I am not only a dentist but a mother as well. (Jag är inte bara tandläkare utan mamma också. [not only bestämmer här predikatsfyllnaden a dentist] {en på sin tid ofta ironiserad reklamfilmsslogan})

  2. Not kan bestämma en infinitiv.
    - Yesterday we came to the conclusion not to buy the house. (Igår kom vi till avgörandet att inte köpa huset.)

  3. Not kan ersätta en nekad sats, det vill säga utgöra en satsförkortning.
    - John said he could fix it, but I think not /he can do that/. (John sade att han kunde fixa det, men det tror inte jag /att han kan/.)
5. Ingen omskrivning vid vissa stående konstruktioner.
  - How come? (Varför det? Vad beror det på?)
  - How goes it? (Hur går det?)

##### Andra användningar avdo
1. Do kan ersätta ett huvudverb.
  - You lost your cat last week, did't you? Yes I did. (Du förlorade din katt förra veckan, eller hur. Jag det gjorde jag.)
2. I betydelsen 'göra', 'uträtta' omskrivs även do.

- Who did you do business with in Sweden? (Vem gjorde du affärer med i Sverige?)
- What did he do when he found out you had left? (Vad gjorde han när han upptäckte att du hade gått?)

#### Modala hjälpverb
| Icke nekande        | Nekande              | Nekande                                                             |
| ------------------- | -------------------- | ------------------------------------------------------------------- |
|                     | fulla former         | kortformer (informella)                                             |
| can could           | cannot could not     | can't (uttalet skiljer brittisk från am. eng.) couldn't             |
| may might           | may not might not    | mightn't                                                            |
| will, 'll would, 'd | will not would not   | 'll not, won't (uttalet skiljer br. från am. eng.) 'd not, wouldn't |
| shall should        | shall not should not | shan't (uttalet skiljer brittisk från am. eng.) shouldn't           |
| must                | must not             | mustn't                                                             |
| ought to            | ought not to         | oughtn't to                                                         |

De modala hjälpverben har följande utmärkande drag:
1. Modala hjälpverb har inte omskrivning med do.
  - Can you speak Navaho? No I can't. (Kan du tala navajo? Nej det kan jag inte.)
Men: Do you speak Navaho? No I don't. (Talar du navajo? Nej det gör jag inte.) 
Do you know Navaho? (Kan du navajo?)
2. Alla modala hjälpverb utom ought to följs av infinitiv utan to.
  - I can speak Navaho and you ought to learn it too. (Jag kan tala navajo, och det borde du också lära dig.)
3. De saknar s‑ändelse i tredje person singularis.
  - I have a little son and he can speak Navaho. (Jag har en liten son, och han kan tala navajo.)
4. De saknar infinita former, det vill säga ing‑form och perfekt particip och förekommer bara i presens och imperfekt.

##### Can
Vid andra tempus än presens och imperfekt används be able to istället för can.
- I haven't been able to get a ticket. (Jag har inte kunnat få någon biljett.)

Svenskans 'skulle ha kunnat' med eller utan villkorsbisats skrivs could have + perfekt particip.
- I could have come if you had asked me. (Jag skulle ha kunnat komma om du hade bett mig.)

Då 'kunna' är huvudverb, det vill säga då det har ett objekt, används endast engelskans know.
- Do you know anything at all? (Kan du någonting över huvud taget?)
- Yes, I know the lyrics to ... (Ja, jag kan texten till ...)

Can används vid något som är möjligt och även då en möjlighet förnekas. Men även may kan användas och då är det sagda ofta lite mindre troligt. I svenskan kan vi ha med ett 'eventuellt'.
- It can be dangerous to walk even to the edge. (Det kan vara farligt att gå ända ut till kanten.)
- It may be dangerous to walk even to the edge. (Det kanske är farligt att gå ända ut till kanten.)
- I cannot believe he has done this all by himself. (Jag kan inte tro att han har gjort det här alldeles själv.)

Notera skillnaden i det följande:
- She can come next year. (Hon kan komma nästa år. Nästa år har hon möjlighet att komma.)
- She may come next year. (Hon kan /kanske/ komma nästa år. [Vi får se.])

Can används vid förmåga.
1. - Can you speak Navaho? No I can't.

Vid tillåtelse används can, vilket är mer informellt än may.
- Can I take this one? (Kan jag ta den här?)

##### May
May anses mera formellt än can. Might i frågor uttrycker försiktighet.
- Might I suggest ... (Får jag möjligen föreslå ... \ Törs jag föreslå ...)

May kan uttrycka möjlighet.
- It might be possible. (Det kan /möjligen/ gå.)

Förbud uttrycks oftast med may.
- You may not watch TV. (Du får inte titta på TV.)

Tillåtelse uttrycks iblande med may.
- You may come in now. (Du får komma in nu.)

May används i huvudsats som uttrycker förslag, förebråelse eller ironi.
- We may as well walk all the way. (Vi kan lika gärna gå hela vägen.)
- You might have said that yesterday. (De kunde du ha sagt igår.)
- Who might you think you are? (Och vem tror du att du är egentligen?)

##### Will
Will kan uttrycka ren framtid och motsvarar svenskans 'kommer att'.
- I'll be there. (Jag kommer att vara där.)

Vid jakande påståendesatser kan det svenska ’vill' inte översättas med will. Istället måste want eller be willing to väljas.
- I want an ice cream. (Jag vill ha en glass.)

Will kan uttrycka mycket mer än ren framtid.
1. Will kan uttrycka vilja och förekommer i modern engelska i tre typer av satser.
  1. I frågesatser då will är liktydigt med 'ha lust att', ’vara villig'.
    - Will you visit my exhibition this Saturday? – I will gladly do so. Will I! (Vill du komma på min utställning nu på lördag? – Ja, det vill jag gärna. Om jag vill! [entusiasm])
    - Won't you sit down? (Vill ni inte sitta ner?)
    - Will you be still for one second. (Kan ni hålla er lugna i en sekund.)
    - Shut the door will you. (Stäng dörren är du snäll.)

  2. I nekande satser. Will not = ’vägra'. Kan även sägas om saker. ’Vill absolut inte' översätts dock hellre med refuse. (Do not want to betyder ’vill inte' = 'har ingen önskan att' \ 'har inte lust att'.)
    - I will never sing that one. (Den där sjunger jag aldrig. Men: I don't want to sing that one. – Jag har inte lust att sjunga den.)
    - My watch won't work. (Min klocka vägrar fungera.)

  3. I villkorsbisatser med en ton av artighet. Även här gäller det inte bara personer.
    - Would you like me to ...? Oh please, if you will. (Skulle ni vilja att jag ...? Ja tack, om ni vill vara så vänlig.)
    - If my car will do me the favour and start today I'll drive you there. (Om min bil vill \ behagar göra mig den tjänsten att starta idag, kör jag er dit.)
2. Will kan uttrycka förmodan, där svenskan istället kan ha 'säkert' eller 'nog'.
  - My bicycle will probably be fixed till Friday. (Min cykel kommer antagligen att bli klar till på fredag.)
3. Will i andra och tredje person kan uttrycka en order.
  - You will come home at once! (Du kommer hem genast!)
  - Stop, that'll do. (Stopp, det räcker!)
4. Will kan uttrycka ett insisterande tonfall och är då oftast betonat.
  - I will have those shoes! (Jag bara ska ha de skorna!)
5. Will kan uttrycka en benägenhet och är då oftast betonat.
  - Boys will be boys! (Pojkar är och förblir pojkar! [=de är oförbätterliga; engelskt talesätt])
  - Albinos will turn up every now and then. (Albinoexemplar kommer alltid att dyka upp då och då.)
6. Will kan uttrycka en vana och är då nästan aldrig betonat.
  - He will sit on the porch smoking until darkness. (Han kan sitta på verandan och röka ända tills mörkret faller.)
7. Med ett objekt kan will plus ett verb som hold, seat med flera uttrycka kapacitet.
  - This sedan will easily seat six persons. (Den här sedanen kan ledigt ta sex personer.)
  - Will this little box hold all your stuff? (Rymmer den här lilla lådan alla dina grejer?)

##### Would
1. Would kan uttrycka vilja och förekommer i modern engelska i tre typer av satser.
  1. I frågesatser då will är liktydigt med 'ha lust att', ’vara villig' och då man vill vara artigare eller försiktigare än då man använder will.
    - Would you visit my exhibition this Saturday? I (Skulle du vilja komma på min utställning nu på lördag?)
    - Wouldn't you rather sit down? (Skulle ni inte hellre vilja sitta ner?)
    - Would you be still for one second. (Skulle ni kunna tänka er att hålla er lugna i en sekund.)
    - Shut the door, would you. (Vill du stänga dörren, snälla du.)

  2. I nekande satser. Would not = ’vägrade', även om saker. (Se även ovan vid will.)
    - He told them he would never sing that one. (Han sade att han aldrig tänkte sjunga den.)
    - My watch would't work however I ... (Min klocka vägrade att fungera hur jag än ...)

  3. I villkorsbisatser med en ton av artighet. Även här gäller det inte bara personer.
    - If only he would tell the truth. (Om han bara ville tala sanning. [önskan])

##### Shall
Shall för att beteckna framtid är ovanlig i modern engelska. Både i brittisk och i amerikansk engelska använder man istället will. Ofta kan istället en avsikt skönjas bakom shall. Huruvida det verkligen är frågan om ren framtid (kommer att) eller avsikt (ämnar) saknar dock oftast betydelse.
1. När någon vill ha ett råd, används shall i första person, även om det samtidigt är ett förslag. Gränsen mellan ett råd och ett förslag är ofta svår att dra. 
  - Shall I pour you some tea? (Skall jag hälla upp lite te? [enbart fråga])
  - Shall we chose a claret? (Skall vi välja ett rödvin? [en fråga, men har även en klar antydan till förslag])
  - Notera: Shall bildar en så kallad påhängsfråga till konstruktioner med let us, som även det väger mellan förslag och fråga.
    - Let's go down to the lake, shall we? (Låt oss gå ner till sjön. Tycker du inte?)

  - Should we instead choose a claret? (Kanske vi hellre skulle välja ett rödvin? [försiktigare, enbart en fråga])
2. Shall används vid villrådighet. Men ersätts ofta med will. I amerikansk engelska används nästan alltid will.
  - What shall I do? What will i do? What'll I do? (Vad ska jag göra. Vad ska jag ta mig till?)
    - Men även: What am I to do? What am I supposed to do?

  - Shall I open the letter right away? (Skall jag öppna brevet genast [tycker du]? [enbart shall])
3. Shall används i tredje person för att uttrycka hot, löfte och medgivande.
  - You shall pay for this! (Det här ska du få sota för!)
  - You shall have it on Monday. (Du får den nu på måndag.)

##### Should
1. För en svensk är det frestande att alltid använda should för svenskt 'skulle'. Den huvudsakliga betydelsen av should är emellertid för att uttrycka lämplighet, tillrådligt eller en plikt. (Se även nedan vid Ought to.)
  - You should have done your homework yesterday. (Du skulle ha gjort din läxa igår.)
  - She should talk to a doctor. (Hon borde tala med en läkare.)
2. Should kan uttrycka något som är sannolikt och som kan förväntas ske.
  - Once you've finished school you should be able to read and write. (När man väl har slutat skolan, borde man kunna läsa och skriva. [förhoppning gränsande till plikt])
3. Should kan uttrycka förfluten tid vid indirekt tanke.
  - The elderly couple thought they should open the door to the poor man. (Det gamla paret tyckte att de borde öppna dörren för den stackars mannen.)
  - Då det inte är indirekt tankegång används istället should plus have plus perfekt particip.
    - The police told us that the elderly couple should never have opened the door to that man. (Polisen sa oss att det gamla paret aldrig borde ha öppnat dörren för den mannen.)
4. Should i första person enbart kan stå i den villkorsbisats som tillsammans med en annan sats bildar konditionalis I. (Se vid Konditionalis i syntaxen.)
5. Vid retoriska frågor, det vill säga sådana man inte förväntar sig något svar på, används should.
  - Why should my car always cause me trouble in the weekends? (Varför ska min bil alltid krångla på helgerna?)

Vidare förekommer should i that‑satser då en känsla eller ett personligt omdöme uttrycks samt i betydelsen 'skulle händelsevis'.
- I hate to have to say that we as usual should be the last ones to arrive. (Jag avskyr att behöva säga att vi som vanligt är de sista som anländer.)
- Should my sister call, please tell her we are on our way. (Om min syster händelsevis skulle ringa, var vänlig och säg henne att vi är på väg.)

Ett ännu försiktigare sätt att uttrycka lämplighet på är med want to.
- You really want to have a doctor take a look at that. (Du borde verkligen låta en läkare ta en titt på det där.)

##### Must
Must kan bland annat uttrycka nödvändighet, förbud och slutsats.
- Everybody keep badgering me that I must take a shower this year. (Alla bara tjatar på mig att jag måste ta en dusch i år.)
- One mustn't smoke here. (Här får man inte röka.)
- He must be one of those dreadful wikiholics one has heard of. (Han måste vara en sådan där förfärlig wikiholist som man har hört talas om.)

##### Ought to
Ought to betyder 'böra'. Det används exempelvis då något bör utföras. Det utbyts dock oftast mot ett should.
- We ought to repaint the house. We should repaint the house. (Vi borde måla om huset.)

Ought to kan även användas för att uttrycka att något är tillrådligt eller en plikt eller sannolikt. (Se även ovan vid Should under Shall.)
- You ought to brush one's teeth twice a day. (Man bör borsta tänderna två gånger per dag.)
- Once you've finished school you ought to be able to read and write. (När man väl har slutat skolan borde man kunna läsa och skriva.)

#### Marginella hjälpverb
Marginella hjälpverb kan fungera dels som huvudverb och som sådant konstrueras med to och ha både s‑form och ing‑form, dels som hjälpverb.
Dare har ett par specialfall.
1. How dare you go to the movies alone? (Hur understår \ vågar du gå på bio ensam?)
2. I daresay she must be in her fifties. I dare say she must be in her fifties. (Hon är nog minst femtio år. Jag kan nog tänka mig att hon ... )
3. Strike me! I dare you! (Slå mig då om du törs! [med andemeningen: Jag utmanar dig])

Need används då det betyder ’vara i behov av'.
- My bicycle needs a new chain. (Min cykel behöver en ny kedja.)
- They need a helping hand. (De behöver lite handräckning.)
- This needs to be done. (Detta måste göras.)

Need ersätts ofta med have to.
- How many times do I have to tell you? (Hur många gånger ska jag behöva säga till dig?)

### Progressiv form
För att beskriva en handling som pågår i talande stund och som inte är avslutad (den kan vara tillfälligt avbruten och den kan tänkas fortsätta), används be plus presens particip av huvudverbet. Likaså för att beskriva en handling som blev avbruten av något annat. På svenska kan ofta "just nu" eller "håller på att" infogas alternativt en konstruktion av typen "sitter \ står \ ligger och ...[gör någonting]". Progressiv form används även för att beskriva en övergång från ett tillstånd till ett annat och avser då skeendet mot övergången snarare än övergången i sig. Progressiv form kan även antyda en personlig egenskap eller ett ställningstagande.
- What are you reading? (Vad läser du för något [just nu]? Vad är det du sitter och läser?)
- We are staying at Eggers. (Vi bor [hela tiden vi befinner oss i Göteborg] på hotell Eggers.)
- It is raining. (Det regnar.)
- It is getting dark. (Det börjar bli mörkt. Det håller på att bli mörkt.)
- I was sleeping when I heard a noise and woke up. (Jag sov \ ’var sovande' när jag hörde ett ljud och vaknade. [övergång från ett tillstånd till ett annat])
- He is a working man. She is always fighting her overweight. (Han är en riktig arbetsmyra. Hon för en ständig kamp mot sin övervikt. [personlig egenskap])
- I'm not voting for X. (Jag röstar inte på X. [personligt ställningstagande])

Vid verb som anger en stadigvarande förändring ska progressiv form användas.
- The wheat is growing nicely this year. (Vetet växer fint i år.)
- I notice your son is becoming even taller. (Jag lägger märke till att er son blir allt längre.)
- The train is slowing down. (Tåget saktar farten.)

Ibland kan progressiv form uttrycka större medkänsla eller artighet.
- What did you do ...? (Vad gjorde ni? [Aningen känsloneutralt, som i en rapport.])
- What were you doing ...? (Vad gjorde ni? [Här sätter sig frågeställaren lite mer in i den utfrågades situation.])
- Will you stay long? (Stannar ni länge?)
- Will you be staying long? (Stannar ni länge? [Här är frågeställaren mer engagerad.])

Vid fysiska förnimmelser av typen smärta, klåda med mera, kan verbets båda former användas.
- My stomach feels unsettled. My stomach is feeling unsettled. (Min mage känns orolig.)

Progressiv form ska däremot »inte« användas:
1. Då det är fråga om en vana, en sedvänja eller något annat som upprepas periodiskt.
  1. I read old letters every New Years Eve. (Jag läser gamla brev varje nyårsafton. Jag brukar alltid läsa gamla brev på nyårsafton.)
  2. In a tropical rainforest it usually rains every day. (I en tropisk regnskog regnar det vanligtvis varje dag.)
2. Då handlingen är ständigt pågående.
  1. I live in Sweden. (Jag bor i Sverige [och har gjort så hela mitt liv och kommer möjligen att göra det även fortsättningsvis].)
3. Då handlingen kan betecknas såsom avslutad, då den således inte längre äger rum.
  1. Last month it got dark much earlier. (Förra månaden blev det mörkt mycket tidigare.)
4. Då det är fråga om en exakt angiven tidsrymd.
  1. He smoked for five minutes while waiting for her to arrive. (Han rökte i fem minuter [angiven tid] medan han väntade [pågår fortfarande] på att hon skulle komma.
5. Vid verb som anger ett tillstånd.
  1. Vid sinnesintryck.
    - I see smoke from your cat. (Jag ser rök från din katt.)
    - We hear you quite well from here. (Vi hör er mycket bra härifrån.)

  2. Vid verb som tar ställning till satsens innehåll, exempelvis agree, believe, desire, expect, hope, like, think, understand med flera (hålla med, tro, önska \ åstunda, förvänta, hoppas, tycka om, anse, förstå \ inse).
    - I hate him all the same. (Jag hatar honom i alla fall.)
    - We expect her any minute now. (Vi väntar henne vilken minut som helst.)

  3. Vid relationer såsom appear, apply, be, become, belong to, consist of, cost, fit, have, mean, own, possess, remain, resemble, suit, weigh med flera (dyka upp, överföra, vara, bli, tillhöra, bestå av, kosta, passa, ha, mena, äga, besitta, återstå, påminna om, passa, väga).
    - My bicycle costs £1,800. (Min cykel kostar 1 800 pund.)
    - Your daughter resembles my younger sister. (Er dotter påminner om min yngre syster.)

  4. Vid beskrivning av naturlagar och vid konstaterade förhållanden.
    - Gold smelts at 1064 degrees C. (Guld smälter vid 1064 grader C.)
    - Chad lies in the Sahel region. (Tchad ligger i Sahelområdet.)

### Olika tempus i engelska och svenska

#### Presens i svenskan
- Då svenskan har presens eller perfekt med avseende på framtiden, har engelskan som regel futurum eller futurum exaktum.
  - It will soon rain. (Det blir snart regn.)
  - He hopes he will be back in a week. (Han hoppas komma \ vara tillbaka inom en vecka.)
  - I shall never forget this moment. (Jag glömmer aldrig detta ögonblick.)

- I svenskan används ibland presens för att uttrycka något som har pågått och fortfarande pågår, medan engelskan i de fallen använder perfekt.
  - I have known her for years. (Jag känner henne sedan år tillbaka.)

- I engelskan står verbet i perfekt efter since (vid tidpunkt) respektive efter for (vid tidsmängd), då svenskan har presens.
  - I've been here for two weeks. I've been here since two weeks. (Jag har varit här i två veckor. Jag har varit här sedan två veckor.)

- Engelskan har perfekt medan svenskan har presens i följande konstruktioner:
  - This is the second time I've been to Stockholm. (Det här är andra gången jag är i Stockholm.)
  - It has been known to happen. (Sådant händer faktiskt.)

I vissa uttryck uttrycks svenskans presens med engelskans imperfektum, exempelvis om något avslutat i förfluten tid.
- - When were you born? (När föddes du? När är du född?)
  - The East Indiaman Götheborg III was built in Gothenburg. (Ostindiefararen Götheborg III är byggd i Göteborg.)

Notera: The cat has disappeared. (Katten är försvunnen.)
I engelskan används imperfektum i frasen I \ you \ he \ she ... had better + infinitiv och i frasen It is about time (det är på tiden att).
- - You had better come at once. (Det är bäst att du kommer genast.)

#### Imperfektum i svenskan
- Svenskan har ofta imperfektum för att uttrycka vad som skulle inträffa, om ett villkor hade uppfyllts och pluskvamperfektum för att uttrycka vad som skulle ha kunnat inträffa, om ett villkor hade uppfyllts. Här har engelskan konditionalis.
  - If you had entered that room, you should have fallen into that hole. (Om du hade gått in i det rummet, hade du fallit ner i hålet.)
  - Wouldn't it have been easier to choose another way? (Hade det inte varit enklare att välja en annan väg?)
- I svenskan används ofta imperfektum för att uttrycka ett förhållande som fortfarande äger sin giltighet. Detta gäller särskilt vissa känsloyttringar. Engelskan använder då presens.
  - That is a lovely painting! (Det var en underbar tavla!)
  - That is very kind of you. (Det var snällt av er.)

#### Perfektum i svenskan
- I svenskan används ibland perfektum utan tidsadverbial för att uttrycka något avslutat som skett i det förflutna. Engelskan använder då vanligtvis imperfektum.
  - Who wrote the Iliad? (Vem har skrivit "Iliaden"?)
  - Were did you find that awful painting? (Var har du hittat den gräsliga tavlan?)

- Vid ever och never är imperfektum vanligt i engelskan, då svenskan använder perfektum (någonsin, aldrig).
  - I never heard anything like it! (Jag har aldrig hört något liknande!)
  - Did you ever read a poem, you illiterate brute? (Har du någonsin läst en dikt, din obildade knöl?)

### Konditionalis
En konditional sats består av en villkorsbisats och en fullständig sats.
Would med infinitiv används i alla personer för att uttrycka konditionalis. I första person »kan« should förekomma, men i alla engelsktalande länder överväger konstruktioner med would även då. (Underförstått: en svensk bör alltid använda would.) Vid indirekt tal används emellertid should. Den i konditionalis ingående villkorssatsen (här för tydlighetens skull satt inom apostrof) kan vara underförstådd, exempelvis då villkoret nämnts tidigare.
- 'If I owned this house' I would repaint it. (Om jag ägde det här huset, skulle jag måla om det. [Konditionalis I])
- 'If I had owned this house' I would have repainted it. (Om jag hade ägt det här huset, skulle jag ha målat om det. [Konditionalis II])
- I would have repainted it. (Jag skulle ha målat om det. [Konditionalis II med underförstådd villkorsbisats. 'Jag' är tryckstarkt och underförstår ett tillfogat: "om jag hade ägt det".])
- It would have been a disaster ’if you had been there too'. (Det skulle ha varit en katastrof om du också hade varit där.)
- He thought he should get himself a cat. (Han tyckte att han skulle skaffa sig katt. [indirekt tal])
- That wouldn't be very nice of you. [underförstått if you ...  ] (Det skulle inte vara särskilt snällt av dig. [om du ... ])
- That wouldn't have been very nice of you. [underförstått if you had ... ] (Det skulle inte ha varit särskilt snällt av dig. [om du hade ... ])
- Would you mind giving me a hand? ['if I asked you'?] (Skulle du vilja ge mig ett handtag?)
- Notera: vid verbformerna had, should och were kan if utelämnas i villkorsbisatsen varvid denna får omvänd ordföljd (inversion). Normal sats: This would never have happened, if I had only seen him. (Detta skulle aldrig ha hänt, om jag bara hade sett honom.) Men även: This would never have happened, had I only seen him.

Konditionalis kan uttrycka en försiktig åsikt.
- I would say that ...  (Jag skulle nog vilja säga att ... )
- It would seem that ...  (Det kan tyckas att ... )

### Infinitiven
Infinitiven föregås omedelbart av infinitivmärket to (förutom vid spjälkad infinitiv), vilket används oftare än i svenskan. Infinitivmärket behöver inte upprepas vid var och en av samordnade infinitiver, såvida inte eftertryck kräver det.
- "To be or not to be, that is the question." ("Att vara eller inte vara. Det är frågan." Shakespeare kunde emellertid lika gärna ha skrivit: "To be or not, that is the question.")
- She has learned to read and /to/ write. (Hon har lärt sig att läsa och skriva.)
- He didn't want to do it. (Han ville inte göra det.)
- It began to snow. (Det började snöa.)

Notera: I talspråk utelämnas ibland infinitiven efter to.
- I promised to stay, and I mean to. (Jag lovade att stanna, och det tänker jag göra.)

Notera: Den fasta konstruktionen how to kan stå framför en infinitiv, exempelvis do, forget, cope with, understand, withstand med flera (göra, glömma, gå i land med [klara av, vara man\kvinna att], förstå\begripa, motstå).
- I don't know how to cope with this awful voyage. (Jag vet inte hur jag ska klara av den här hemska resan.)
- I don't know how to do. (Jag vet inte hur man gör.)

Infinitivmärket 'för att' motsvaras oftast av to. Då betydelsen egentligen är ’i avsikt att' översätts det med in order to eller so as to.
- In order to stay sober I didn't have a drop. (För att hålla mig nykter drack jag inte en droppe.)
- She tiptoed so as not to wake her husband. (Hon gick på tå för att inte väcka sin man.)

Notera: Vid ord som kräver en preposition motsvaras 'för att' + infinitiv av preposition + ‑ing‑form.
- I was afraid of going there. (Jag var rädd för att gå dit.)

Infinitiv utan to förekommer vid en del konstruktioner:
1. efter alla ofullständiga hjälpverb utom ought to samt efter dare och need, då dessa två fungerar som hjälpverb, samt efter do och let (borde, tordas \ våga, behöva, göra, låta).
  - I won't let him come. (Jag tänker inte låta honom komma.)
2. i konstruktioner av typen 'objekt med infinitiv' efter aktiv form av förnimmelseverben feel, hear, see, watch (känna, höra, se, betrakta). Dessa verb kan emellertid även ha presens particip.
  - They heard him knock at the door. (De hörde honom knacka på dörren. Även: They heard him knocking at the door.)
3. efter aktiv form av make i betydelsen 'förmå, låta, få att' samt ofta efter help (hjälpa).
  - He helped her wash her car. (Han hjälpte henne att tvätta bilen.)
  - You undeniably made me feel amazed.(Du fick mig onekligen att känna mig häpen.)
4. efter konstruktionerna do less than, do nothing, had better, rather than, would rather (göra mindre än, inte göra någonting, vara bäst att, hellre än, skulle hellre).
  - I could do nothing but watch. (Jag kunde inte göra något annat än att titta på. Jag kunde bara titta på.)
  - Rather than sit here in idleness ...  (Hellre än att sitta här i sysslolöshet ... )

## Adverb
Adverb beskriver hur en aktivitet utförs, det vill säga det är en bestämning antingen till verbet, till ett adjektiv, till ett annat adverb eller till en hel sats och beskriver endera av fyra aspekter: tid, rum, sätt eller grad.
- She is coming now. (Hon kommer nu. [Tid])
- She has put her bag here. (Hon har ställt sin väska här. [Rum])
- She smiles warmly. (Hon ler varmt. [Sätt])
- Let's go clockwise. (Låt oss gå medurs (på ett "klockaktigt" vis). [Sätt])
- She is fairly sweet. She is pretty pretty. (Hon är ganska söt. [Grad])
- He writes fast. (Han skriver snabbt. [Bestämning till ett verb])
- His handwriting is very good. (Hans handstil är mycket fin. [Bestämning till ett adjektiv])
- He writes much faster now. (Han skriver mycket fortare nu. [Bestämning till ett annat adverb])
- He writes faster 'than any other person I know'. (Han skriver snabbare 'än någon annan människa jag känner'. [bestämning till en sats])

Adverb är antingen enkla: light, near, straight (lätt, nära\tätt inpå, rakt), eller sammansatta: somehow, whereupon (på något sätt, varpå), eller avledda. De senare utgörs till största delen av adjektiv med tillägget ‑ly: heavily, happily, stiffly ( tungt, lyckligt, stelt).
Adverb kan bildas genom att lägga ‑ly till ett adjektiv. Om adjektivet slutar på y ersätts detta med i. Dubbelt ll blir enkelt l. Adjektiv på ‑le får detta ersatt av ‑ly, exempelvis possible – possibly (möjlig – möjligt). Vid två adjektiv faller slut‑e bort och ersätts med ly, nämligen due – duly och true – truly (vederbörlig – vederbörligt, sann – sant). Adjektiv som slutar på ‑ic eller ‑ical slutar som adverb på ‑ically: economic – economically (ekonomisk – ekonomiskt), dock inte public (allmän).
| Regelbundna adverb | Regelbundna adverb | Regelbundna adverb | Regelbundna adverb | Regelbundna adverb                      |
| Adjektiv           | Adverb             | Adjektiv           | Adverb             |                                         |
| ------------------ | ------------------ | ------------------ | ------------------ | --------------------------------------- |
| bad                | badly              | dålig \ elak       | dåligt \ elakt     | He is a bad boy and he sings badly.     |
| beautiful          | beautifully        | vacker             | vackert            | (= beautiful‑ly ; jämför med nästa ord) |
| full               | fully              | full               | fullt              | (ful‑ly, inte full‑y)                   |
| easy               | easily             | lätt \ enkel       | lätt \ enkelt      | (Men: shy – shyly; skygg – skyggt)      |

| Oregelbundna adverb samt undantag i form av konstruktioner | Oregelbundna adverb samt undantag i form av konstruktioner | Oregelbundna adverb samt undantag i form av konstruktioner | Oregelbundna adverb samt undantag i form av konstruktioner | Oregelbundna adverb samt undantag i form av konstruktioner |
| Adjektiv                                                   | Adverb                                                     | Adjektiv                                                   | Adverb                                                     |                                                            |
| ---------------------------------------------------------- | ---------------------------------------------------------- | ---------------------------------------------------------- | ---------------------------------------------------------- | ---------------------------------------------------------- |
| good                                                       | well                                                       | bra \ god                                                  | bra \ gott                                                 | She is a good girl and she sings well.                     |
| friendly                                                   | in a friendly way                                          | vänlig                                                     | vänligt                                                    | A friendly person says things in a friendly way.           |
| lively                                                     | in a lively way                                            | livlig                                                     | livligt                                                    |                                                            |
| masterly                                                   | in a masterly way                                          | mästerlig                                                  | mästerligt                                                 |                                                            |

Adverb som bestämmer förnimmelseverb, det vill säga verb som beskriver sinnesintryck, ska inte böjas med tillägget ‑ly.
- The food tastes lovely. (Maten smakar underbart.)
- It sounds beautiful. (Det låter vackert.)
- It looks odd from here. (Det ser konstigt ut härifrån.)
- Not all flowers smell good. (Alla blommor luktar inte gott.)
- It feels rough to touch. (Det känns strävt att ta i den. Även: Den känns sträv att ta i.)

Några adverb har samma form som motsvarande adjektiv, ett par exempel:
- A close friend – walk close behind. (En nära vän – gå tätt bakom.)
- A deep voice – dig deep into. (En djup röst – att gräva djupt in i.)
- An easy homework – take it easy! (En lätt hemläxa – tag det lugnt!)
- A fast train – a fast train goes fast. (Ett snabbt tåg – ett snabbt tåg kör snabbt.)
- A Hard Day's Night – try hard. ("En hård dags natt" [ Beatleslåt från 1964] – försöka riktigt ordentligt.)
- I only eat light food – I sleep light. (Jag äter bara lättprodukter – jag sover lätt.)
- Low notes – keep your voice low. (Låga toner – tala tyst.)
- A short man – we're running short of money. (En kortväxt man – vi börjar få ont om pengar.)

| Adverb kompareras i princip på samma sätt som adjektiv. | Adverb kompareras i princip på samma sätt som adjektiv. | Adverb kompareras i princip på samma sätt som adjektiv. | Adverb kompareras i princip på samma sätt som adjektiv. | Adverb kompareras i princip på samma sätt som adjektiv. | Adverb kompareras i princip på samma sätt som adjektiv. |
| ------------------------------------------------------- | ------------------------------------------------------- | ------------------------------------------------------- | ------------------------------------------------------- | ------------------------------------------------------- | ------------------------------------------------------- |
| loud                                                    | louder                                                  | loudest                                                 | högt                                                    | högre                                                   | högst                                                   |
| early                                                   | earlier                                                 | earliest                                                | tidigt                                                  | tidigare                                                | tidigast                                                |

Adverb som är bildade av adjektiv genom tillägg av "‑ly" kompareras med more respektive most liksom de flesta två‑ och flerstaviga adverben.
| Adverb som är bildade av adjektiv genom tillägg av "‑ly" kompareras med more respektive most. | Adverb som är bildade av adjektiv genom tillägg av "‑ly" kompareras med more respektive most. | Adverb som är bildade av adjektiv genom tillägg av "‑ly" kompareras med more respektive most. | Adverb som är bildade av adjektiv genom tillägg av "‑ly" kompareras med more respektive most. | Adverb som är bildade av adjektiv genom tillägg av "‑ly" kompareras med more respektive most. | Adverb som är bildade av adjektiv genom tillägg av "‑ly" kompareras med more respektive most. |
| --------------------------------------------------------------------------------------------- | --------------------------------------------------------------------------------------------- | --------------------------------------------------------------------------------------------- | --------------------------------------------------------------------------------------------- | --------------------------------------------------------------------------------------------- | --------------------------------------------------------------------------------------------- |
| strongly                                                                                      | more strongly                                                                                 | most strongly                                                                                 | starkt                                                                                        | starkare                                                                                      | starkast                                                                                      |
| often                                                                                         | more often                                                                                    | most often                                                                                    | ofta                                                                                          | oftare                                                                                        | oftast                                                                                        |

| Oregelbundna adverb | Oregelbundna adverb | Oregelbundna adverb | Oregelbundna adverb | Oregelbundna adverb | Oregelbundna adverb |
| ------------------- | ------------------- | ------------------- | ------------------- | ------------------- | ------------------- |
| ill                 | worse               | worst               | dåligt              | sämre               | sämst               |
| well                | better              | best                | bra                 | bättre              | bäst                |
| little              | less                | least               | litet               | mindre              | minst               |
| much                | more                | most                | mycket              | mera                | mest                |

## Konjunktioner
Konjunktioner finns av två typer samordnande och underordnande.
1. Samordnande.
  1. De enkla konjunktionerna:
    - and (och, samt), or (eller), nor (inte heller, och inte heller), but (men, utan); for (för, ty).

  2. Sammansatta konjunktioner:
    - both ... and (både ... och ); as well as (såväl ... som); partly ... partly (dels ... dels); now ... now ( än ... än); either ... or (antingen \ vare sig ... eller); neither ... nor (varken ... eller); not only ... but [also] (inte bara ... utan [även]).
2. Underordnande.
  1. Det allmänt underordnande that (att). Framför detta that ska det inte stå något kommatecken.
  2. Temporala (betecknar tid):
    - when (då, när); whenever (närhelst, när ... än, så ofta /som/); before (innan, förrän); after (efter det att, sedan); since (sedan, alltsedan); while, whilst (medan, under det att); till, until (tills, till dess att, förrän); as (/just/ som, i det att, allteftersom); as soon as (så snart som).

  3. Komparativa (betecknar jämförelse):
    - as (som, såsom, liksom); like (som, liksom); as ... as (lika /så/ ...som [mest i jakad sats]); /not/ so ... as (/icke/ så ... som [i nekad sats]); as if, as though (som om); than (än); the ... the (ju ... desto, dess).

  4. Konsekutiva (betecknar följd): 
    - that, so that (att, så att). Framför so that ska det vara ett kommatecken.

  5. Finala (betecknar avsikt):
    - /in order/ that, so that (på det att, för att, så att); lest (på det att ... icke).

  6. Kausala (betecknar orsak):
    - because (emedan, därför att); as (som, eftersom, då, enär, alldenstund); since (eftersom, då ju).

  7. Konditionala (betecknar villkor):
    - if (om, såvida); unless (om ... icke, med mindre /än att/); whether ... or (vare sig /att/ ... eller, antingen ... eller); supposing (antag att, om nu).

  8. Koncessiva (betecknar medgivande):
    - though, although (ehuru, fastän, oaktat); even if, even though (om än, även om, om också).

  9. Interrogativa (betecknar fråga):
    - if, whether (om, huruvida).

  10. Relativ konjunktion (adverb): 
    - that (som).

## Ordföljd

### Rak ordföljd
Modern engelska har vanligtvis alltid rak ordföljd, det vill säga subjektet(s) föregår predikatet( p ) både vid huvudverb (Yous sawp a horse), vid hjälpverb (Yous {have seen}p a horse) och vid sammansatta verb (Yous {laughed at}p the horse). Detta är det normala även i svenska påståendesatser, där subjektet inleder satsen. (Dus sågp en häst). Om satsen däremot inleds med ett annat ord, exempelvis ett adverbial eller en bisats eller innehåller en indirekt anföring, har svenskan omvänd ordföljd, så kallad inversion. (Igår sågp dus en häst. Just när jag kom, sågp dus en häst. "Kom hit lilla häst", sap dus.)
I samtliga dessa fall har engelskan rak ordföljd. Notera dock: Om en indirekt anföring innehåller ett annat subjekt än ett tonsvagt pronomen och verbet är enkelt och icke sammansatt, »kan« omvänd ordföljd förekomma – särskilt i skönlitteratur.
- At a far distance yous sawp a horse. (Långt i fjärran sågp dus en häst.)
- Yesterday yous sawp a horse. (Igår sågp dus en häst.)
- At this moment when I arrived yous sawp a horse. (Just när jag kom, sågp dus en häst.)
- "Come here little horsy", yous saidp. [enkelt verb och tonsvagt pronomen] ("Kom hit lilla pållen, sap dus.)
- "Come here little horsy", saidp Marys. [enkelt verb, ej ett tonsvagt pronomen]
- "Come here little horsy", Marys was sayingp when ... [sammansatt verb] ("Kom hit lilla pållen, sap Marys när ...)

### Omvänd ordföljd, full inversion
Vid full inversion kommer huvudverbet (predikatet) före subjektet.
1. Undantag från regeln om rak ordföljd förekommer exempelvis i frågesatser som omskrivs med do och som inleds med nor, neither, sooner, scarcely eller hardly (inte heller, varken \ inte heller, snarare \ hellre, nätt och jämnt, knappt).
  - She did not hear me, nor didp Is hear her. (Hon hörde inte mig, och jags hördep inte henne heller.
  - Scarcely had I returned at home, before… (Knappt hade jag kommit hem, förrän ...)
2. Inversion förekommer i satser med ett inledande, gärna tryckstarkt adverbial (i synnerhet here och there) och som dessutom uppfyller ännu ett par kriterier, nämligen:
  1. Verbet får inte ha någon adverbiell bestämning eller något annat komplement utöver det inledande adverbialet.
  2. Verbet ska stå i presens eller i imperfekt (således vara utan hjälpverb) och vara exempelvis appear, be, come, depend, fall, go, lie, live, rise, stand (dyka upp, vara, komma, bero på, falla, gå, ligga, leva, resa sig, stå).
  3. Subjektet ska vara starkare betonat än verbet.
    - Here comes the bride! (Här kommer bruden! Men: Here she comes. – Här kommer hon.)
    - Under our very feet lies the infamous cellar where … (Rakt under våra fötter ligger den beryktade källaren där ...)
    - Away blew my important document in the wind! (Iväg blåste mitt viktiga papper i vinden!)
3. Det formella subjektet there ('det') står alltid före det finita verbet, utom i frågesatser.
  - In the meadow there stood an old oak‑tree. (På ängen stod det en gammal ek. Men: Is there an oak‑tree in the meadow?)
4. Satser som innehåller ett anföringsverb, exempelvis say, answer, wonder, exclaim, whisper med flera (säga, svara, undra, utropa, viska), har omvänd ordföljd.
  - No I didn't, answered the boy. (Nej, det gjorde jag inte, svarade pojken.)
  - I forgot my book, whispered the girl. (Jag glömde min bok, viskade flickan.)
5. I satser som inleds med "det ... också" används omvänd ordföljd. 
  - I fell, and so did William. (Jag ramlade, och det gjorde William också.)
6. Vid passiva konstruktioner kan inversion förekomma.
  - At this very table was signed the treaty that ... At this very table the treaty was signed that ... (Vid just detta bord undertecknades avtalet som ...)
7. Två typer av initial konstruktion med so har inversion.
  - Vid so plus ett adjektiv som predikatsfyllnad.
    - So important was this decision, that ... (Så viktigt var detta beslut, att ...)

  - När so betyder 'det ... också'.
    - I think my cat has to be sterilized, and so does my cat. (Jag anser att min katt måste steriliseras, och det anser min katt också.)

### Omvänd ordföljd, partiell inversion
Vid partiell inversion kommer hjälpverbet före subjektet medan huvudverbet kommer efteråt som vid rak ordföljd. Denna form är mycket vanligare än full inversion. Den kallas även frågeinversion, eftersom den är typisk vid frågor.
1. Vid ja \ nej‑frågor.
  - Did shes arrive on time? (Kom hon i tid? [hjälpverbet är i kursiv fetstil, huvudverb i fetstil])
  - Will any of the boyss be rewarded? (Kommer några av pojkarna att bli belönade? [hjälpverbet är i kursiv fetstil, huvudverb i fetstil])
  - Notera: Detta gäller inte jag \ nej‑frågor med stigande tonföljd. She will arrive in time [, won't she]?
2. Vid så kallad wh‑frågor där who eller what »inte« är subjekt.
  - Who is Johns planning to kick in the butt? (Vem tänker John sparka i ändan?)
  - What do yous think the poor little lady will think about that? (Vad tror du den stackars lilla tanten tycker om det?)
3. Vid initial satsnegation, det vill säga där negationen, för att få större emfas, bryts ut och placeras först i satsen.
  - Never did I think of her as a ...  (Aldrig hade jag tänkt på henne som ... )
  - As from nowhere came hundreds of policemen ...  (Som från ingenstans kom hundratals poliser ... )
4. I konditionalis, vid verbformerna had, should och were, kan if utelämnas i villkorsbisatsen varvid denna får partiell inversion. Normal sats: This would never have happened, if I had only seen him. (Detta skulle aldrig ha hänt, om jag bara hade sett honom.) Men även: This would never have happened, had I only seen him.

## Artiklarna
I engelskan förekommer både obestämd och bestämd artikel betydligt oftare än i svenskan. Ett av de allra vanligaste felen, för en svensk som är ovan vid att översätta från engelska, torde vara att översätta He is a carpenter med "Han är en snickare". Artikeln ska »inte« vara med i den svenska översättningen i det här fallet! Där ska stå: "Han är snickare."
Artiklar finns av fyra principiellt olika typer.
1. Bakåtsyftande, det vill säga substantivet syftar på något som redan är nämnt.
  - He has one son and two daughters. The son has got asthma. (Han har en son och två döttrar. Sonen har fått astma. [Sonen nämns i meningen innan, så vem ordet 'sonen' syftar på är glasklart.])
2. Framåtsyftande, det vill säga ordet med bestämd artikel identifieras i nästa sats (här satt inom apostofer).
  - The cat 'that I have had for five years', will be sterilized today. (Katten, 'som jag har haft i fem år', ska steriliseras idag. [I det här fallet definieras 'katten' som den "som jag har haft i fem år". Utan relativsatsen vet man inte vilken katt det gäller: "Katten ska steriliseras idag." Jaha, vilken katt? Det måste i så fall vara en katt som är nämnd förut, men det kan man inte utläsa av denna enda mening. Här är den bestämda artikeln således framåtsyftande.])
3. Unik, det vill säga det finns bara en \ ett enda exemplar av substantivet i fråga, även om detta inte ska ses som en absolut sanning. För en engelsman är "the Queen" inte exempelvis drottning Margerete av Danmark utan Elisabeth av England.
  - The moon is pale. (Månen är blek. [trots att det finns fler månar är syftningen glasklar; vi människor tänker bara på en måne, när vi säger "månen"])
4. Institutionell, det vill säga substantivet avser något som ingår som en nödvändig del i människans samhälleliga vardag: kommunen, staten, bankväsendet, järnvägen, militären, radion och så vidare.
  - I heard it on the radio. (Jag hörde det på radio.)
  - I missed the bus. (Jag missade bussen. [det vill säga den buss som jag alltid åker med; den buss som i princip är en vardaglig "institution" för mig])

### Obestämd artikel
Substantiv som kan ha plural, det vill säga räknebara substantiv, ska som regel ha artikel.
- Do you have a driver's licence? \ Do you have a drivers licence? (Har du körkort?)
- I only saw it at a distance. (Jag såg den bara på avstånd.)
- A Merry Christmas and a Happy New Year! (God Jul och Gott Nytt År!)
- Men: What traffic! We cannot go in this thick fog. (En sådan trafik! Vi kan inte åka i en så tät dimma. [oräknebart])

- Obestämd artikel ska sättas ut vid räknebara substantiv som utgör predikatsfyllnad eller apposition och anger vad någon eller något är, exempelvis yrke, nationalitet, religionstillhörighet, hobby, ålder med mera. Vid verben appoint as, call, elect, remain, regard as, look upon as, take for ( utnämna till, kalla, välja \ utkora, förbli, anse som, anse för, ta för) används obestämd artikel. 
  - He is a carpenter.
  - She is a catholic. (Hon är katolik.)
  - You are a Scot, aren't you? (Du är skotte, eller hur?)
  - Even as a young girl she ... (Redan som ung flicka ...)
  - She was elected the queen of the ball. (Hon valdes till balens drottning.)
  - Notera: She is an only child. (Hon är enda barnet.)

- Vid position eller yrke som bara kan innehas av en person åt gången, ska obestämd artikel däremot inte sättas ut (inte heller bestämd artikel; se Bestämd artikel nedan.).
  - Silvia is Queen of Sweden. (Silvia är drottning av Sverige. Men: Sheila is a dancing queen. – Sheila är en dansens drottning.)

Obestämd artikel ska sättas ut i uttryck som betecknar tid, mått, vikt och antal.
- These are £3.7 a kilo. (Dessa kostar 3.7 pund per kilo.)
- We only got one a head. (Vi fick bara en per man.)
- Take this twice a day. (Tag det här två gånger om dagen.)

Vid uttryck med obestämd artikel ska orden half, many, quite, rather och such ha artikeln efter sig (halv, många, väldigt\förhållandevis, ganska, sådan).
- Half a pint, please! (fritt översatt: Ett halvstop, tack!)
- That boy of yours, he's quite a mischief, isn't he? (Din pojke, han är allt en riktig busunge, eller hur?)

Adjektiv har obestämd artikel efter sig om de föregås av as, how, however, so och ofta too (som, hur, emellertid, så, också).
- I was given too great a compensation for so little an effort. (Jag fick en alldeles för stor ersättning för en så liten ansträngning.)

Engelskan har obestämd artikel vid åtskilliga konstruktioner som saknar motsvarighet i svenskan, exempelvis vid substantiv som kan ha pluralis, då ett sådant substantiv omnämns, men även annars:
- As a result of ... (Till följd av ...)
- Be in a good mood. (Var vid gott mod.)
- In an emergency. (I nödfall.)
- Die of a heart attack. (Dö i hjärtinfarkt.)
- Do you have a car? (Har du bil?)
- Hold a press conference. (Hålla presskonferens.)
- Put an end to. (Sätta stopp för.)
- Say it in a loud voice. (Säg det med hög röst.)
- Sell something 'at a profit' \ 'at a loss'. (Sälja något 'med vinst' \ 'med förlust'.)
- Take a taxi. (Ta /en/ taxi.)
- Without a struggle. (Utan strid.)
- Without an effort. (Utan ansträngning.)
- Write a letter. (Skriva brev.)

Om två substantiv som hör intimt ihop samordnas, kan obestämd artikel uteslutas framför det senare.
- To eat with a knife and /a/ fork. (Att äta med kniv och gaffel.)
- These iron bars are joined together with a bolt and nut. (Dessa järnband är sammanfogade med en bult med mutter.)
- A brother and sister have the same parents. (En bror och en syster har samma föräldrar.)

Notera:
- Two at a time. (Två i taget.)
- In a sense. (I viss mening.)
- In a word. (Med ett ord.)
- All of a size. (Alla i samma storlek.)

Några ord i engelskan skiljer sig genom att de saknar artikel medan de svenska motsvarigheterna kan ha artikel, exempelvis: anger, behaviour, luck, moonlight, traffic, weather (ilska, uppförande, tur\lyckosamhet, månsken, trafik, väder).
- What eerie moonlight. (Ett sådant kusligt månsken.)

Då en av någonting beskrivs om tid, används one istället för obestämd artikel.
- One day in July I had… (En dag i juli hade jag ...)
- I started one chilly afternoon in ... (Jag startade en kylig eftermiddag i ...)

'En dag' heter om förfluten tid once. Om framtida förhållnden heter det some day.
- Once when I was young I had a most remarkable experience. (En dag när jag var ung hade jag en märklig upplevelse.)
- Some day I will write a fairy tale for my children. (En dag tänker jag skriva en saga till mina barn.)

### Bestämd artikel
Bestämd artikel överensstämmer i stort med bruket i svenskan.
Bestämd artikel används vid substantiv som får bestämd betydelse av ett prepositionsattribut, vanligtvis med en of‑konstruktion. Även vid infinita verbkonstruktioner med to‑infinitiv.
- Who is the author of the book? (Vem är författaren till boken?)
- He is the father of twelve children. (Han är far till tolv barn.)
- I don't think he has the guts to apologise. (Jag tror inte han har mod att be om ursäkt.)

Om substantivet däremot inte har bestämd betydelse ska det inte ha bestämd artikel. 
- Some Internet users are members of Wikipedia. (En del internetanvändare är medlemmar i Wikipedia. – det vill säga några i en stor, icke-preciserad mängd personer. I andra sammanhang kan member naturligtvis ha bestämd betydelse. Who are the members of Wikipedia? Underförstått: Räkna upp var och en.)

Vid position eller yrke som bara kan innehas av en person åt gången, ska bestämd artikel inte sättas ut (inte heller obestämd artikel; se föregående avd.).
- Carl Gustaf became King of Sweden in 1973. (Carl Gustaf blev kung av Sverige 1973.)

Vid uttryck med bestämd artikel ska orden all, both, double, half och treble ha artikeln efter sig (båda, dubbel, halva, tredubbel).
- All the girls are here. (Alla flickorna är här.)
- I can do that in half the time. (Jag kan göra det på halva tiden.)

Endera bestämd eller obestämd artikel ska sättas ut vid ord som anger ålder, pris, hastighet, värde etc skall, när detta följs av en måttsangivelse med of.
- Already at the age of four she could dance. (Hon kunde dansa redan vid en ålder av fyra år. ... när hon bara var fyra år.)
- I walked with a velocity of 5 kilometres per hour. (Jag gick i en hastighet av fem kilometer i timmen.)

Bestämd artikel ska sättas ut vid substantiv i bestämd betydelse som har ett adjektivattribut.
- Efter ord som appointed, fixed, following, next ('nästa' men inte vid 'nästkommande'), present, wrong med flera (utnämnd, fixerad, följande, nästa, nuvarande, fel).
  - We met the next day. (Vi träffades nästa dag.)
  - You are doing it the wrong way. (Du gör på fel sätt.)
  - The corresponding phrase in Sindarin. (Motsvarande uttryck på sindariska.)
  - In the opposite direction. (I motsatt riktning.)
- Efter superlativer.
  - She is the best in the team! (Hon är bäst i laget!)
  - Notera dock följande brevfraser: Best wishes, ; Kindest regards, (Bästa \ Vänligaste hälsningar. Se vidare vid Brev)

Bestämd artikel står vid vissa konstruktioner med egennamn samt vid vissa egennamn.
1. Vid plurala personnamn samt om konstverk som tillskrivs en viss person.
  - We are staying with the Browns. (Vi bor hos familjen Brown. [plural inte genitiv; enligt Språkrådet är emellertid slut‑s på namnet i satsen "Vi var hos Lindmans igår" en genitiv])
  - This is the Zorn I mentioned. (Här är den Zorn/tavla/ jag nämnde.)
  - The United States. The West Indies. The Shetlands.
2. Vid namn på floder, kanaler, hav och vissa bergskedjor (inte enstaka berg) men inte vid länder och områden, för såvida de inte innehåller ett appellativ.
  - The Thames. The Panama Canal. The Baltic. The Caucasus.
  - Scandinavia, England [Men: the United Kingdom]. Notera: the Antarctic, the Balkans, the Crimea, the Hebrides, the Middle East, the Netherlands, the Orient, the Peloponnese (även the Peloponnesus).
3. Vid namn på båtar.
  - The MS Gripsholm. The Kon-Tiki.
4. Vid namn på restauranger, teatrar, hotell, museer etc.
  - The Sjömagasinet. The Confidencen Theatre. The Ice Hotel. The Vasa Museum.
5. Vid namn på tidningar etc.
  - The Grönköpings Veckoblad.

Bestämd artikel står vid substantiverade adjektiv. (Men inte vid språk och färger i allmän betydelse.)
1. A philanthropist is a friend of the poor. (En filantrop är de fattigas vän.)
2. Vid väderstreck och vid orden för höger och vänster.
  - The sun rises in the east. (Solen går upp i öster.)
3. I regard black as a somewhat dark and sombre nuance. (Jag anser att svart är en ganska mörk och dyster färgnyans. [färgen svart i allmänhet])
  - Men: I love the indigo in the spectrum. \  ... the red in that painting. (Jag älskar spektrums indigofärg. \  ... det röda i den målningen. [en färg på ett specificerat ställe])
4. I åtskilliga fasta uttryck, exempelvis:
  - Play the trumpet. (Spela trumpet.)
  - Answer the telephone. (Svara i telefon.)
  - Listen to the radio. (Lyssna på radio.)
  - Speak the truth. (Tala sanning.)

Bestämd artikel måste stå utsatt vid superlativer.
- To get the best seats possible ... (För att få bästa möjliga platser ...)

Sportgrenar, danser och grammatiska termer har artikel utsatt.
- Her speciality is the bossa nova. (Hennes specialitet är bossanova.)
- Dances takes the definite article. (Danser står med bestämd artikel.)

Notera skillnaden mellan allmän och bestämd betydelse i följande uttryck.
1. Abstrakta substantiv.
  - Life is short. The life of a butterfly. (Livet är kort [allmänt]. En fjärils liv. [specificerat])
  - The velocity of light. Come into the light. (Ljusets hastighet. Kom och ställ dig i ljuset.)
2. Ämnesnamn.
  - Gold is heavy. The gold from Boliden is ... (Guld är tungt. Guld från Boliden är ...)
3. Substantiv i plural
  - Bears could be dangerous. The bears of Alaska. (Björnar kan vara farliga. Björnarna i Alaska.)

Vid känslosamhet utelämnas artikeln vid personnamn, så som i svenskan.
- Tiny Tom, old Elsa and young John. (Lille Tom, gamla Elsa och unge John.)

Men: The young John Brown was a true mischief. (Som ung var John Brown ett riktigt busfrö.)
Vid beskrivningar sätts artikel ut.
- The elusive Mr. Brown. (Den gäckande herr Brown.)

#### Bestämd artikel ska inte sättas ut
- Vid oräknebara substantiv då de har allmän betydelse ska obestämd artikel inte sättas ut. Exempelvis: Christendom, famine, heaven, hell, hunger, humanity, man, mankind, posterity, Providence, research, society, woman, youth. (kristenheten, svält, himmelen, helvetet, hunger, människan, människokärleken, mänskligheten, eftervärlden, försynen, forskningen, samhället, kvinnan, ungdomen.)
  - Man is a mammal. (Människan är ett däggdjur.)
  - Will research give us heaven or hell? (Kommer forskningen att ge oss ett himmelrike eller ett helvete?)

Notera: The climate, the community, the economy, the environment, the press, the cinema. (Klimatet, samhället, ekonomin, miljön, pressen, filmen.)
- Ord som betecknar skola, universitet, kyrka, sjukhus, fängelse med flera saknar bestämd artikel vid beskrivningar av dem såsom institutioner. Detta gäller dock brittisk engelska. I amerikansk engelska kan artikel sättas ut även vid dessa ord.
  - My son goes to school now. (Min son går i skola nu. Men: The school in our neighbourhood has not yet been burned down.)
  - See you after church. (Vi ses efter gudstjänsten.)
  - My son is at court and my daughter is in court. (Min son är vid hovet och min dotter står inför rätta.)

- Ord för årstider, högtider, månader och dagar saknar oftast bestämd artikel liksom måltider, delar av dygnet och övergångar i tiden. Artikel sätts dock ut efter following och previous och beträffande årstider efter in och during.
  - Winter is a calm season. We normally hibernate during the winter.) (Vintern är en lugn årstid. Vi brukar gå i ide på vintern.)
  - I was ill all Christmas, but the previous Christmas was lovely. (Jag var sjuk hela julen, men julen innan var härlig.)
  - Breakfast is the most important meal of the day. (Frukosten är dagens viktigaste måltid.)
  - Some animals are active only after dark and at night. (Vissa djur är bara aktiva efter mörkrets inbrott och på natten.)

- Namn på gator, parker, torg etc saknar vanligen bestämd artikel.
  - See you at King's Cross. (Vi ses vid King's Cross. Men: the Mall, the Strand, the Bowery, the Embankment, /the/ Haymarket.)

## Substantiv

### Numerus
- Substantiv som avser flera ägare sätts som regel i pluralis, om varje ägare har del i det ägda.
  - They shook their heads. (De skakade på huvudet.)
  - We ran for our lives. (Vi sprang för livet .)
- Notera.
  - He is friends with everybody. (Han är vän med alla.)
  - He shook hands with me. (Han skakade hand med mig.)
  - Would you please change places with me? (Skulle ni vilja ha vänligheten att byta plats med mig?)

#### Oräknebara substantiv som är räknebara i svenskan
Några ord i engelskan skiljer sig från sina svenska motsvarigheter beträffande huruvida de är räknebara eller ej. På svenska är de räknebara men inte på engelska. Den vanligaste konstruktionerna man i dessa fall måste ta till för att kunna ange en enhet av substantivet i fråga är a piece of eller some. Alla ord kan emellertid inte konstrueras så. För att ange flera enheter av substantivet använder man two pieces of, three pieces of, many pieces of etc. Sådana substantiv kallas partitiver.
- advice (råd, vägledning; a piece of)
- business (affärer [sådant man sysslar med]; some)
- cash (kontanter; some)
- evidence (bevis; a piece of)
- furniture (möbler; a piece of)
- information (a piece of)
- intelligence (underrättelse/r/; some)
- interest (ränta; a rate of)
- knowledge (kunskap)
- money (pengar; some)
- news (nyheter; a piece of)
- revenue (statsinkomster)
- stuff (saker; informellt: grejer, prylar)
- wear (kläder [ofta i betydelsen av utstyrsel]; some)

#### Substantiv i pluralis
Åtskilliga klädesplagg och verktyg och annat som består av två eller flera delar behandlas som pluraler. Man kan oftast använda a pair of, two pairs of, a set of etc för att ange antal, men även andra konstruktioner förekommer (a flight of stairs – en trappa). Här följer tre listor på exempel:
Klädesplagg:
- briefs (trosor, kalsonger)
- jeans
- pants (byxor)
- pyjamas (pajamas, amerikansk engelska.)
- slacks (byxor)
- tails (frack)
- tights (åtsmitande benkläder, exempelvis strumpbyxor, cykel‑ och skidbyxor etc.)
- trunks (badbyxor)

Andra konkreta substantiv:
- arms (vapen; Men: a firearm, a weapon – ett vapen)
- binoculars (kikare)
- fireworks (fyrverkerier)
- goods (gods, last)
- oats (havre)
- outskirts (ytterområden)
- pools (/stryk/tips)
- pincers (hovtång eller dylikt, klo på kräftdjur)
- quarters (bostad, inkvartering i det militära)
- scales ([balans‑]våg, scale – vanlig våg)
- scissors (sax)
- shears (trädgårdssax)
- stairs (trappa)
- surroundings (omgivning/ar/)
- tongs (tång)
- tweezers (pincett)

Abstrakta substantiv:
- congratulations (gratulationer)
- Customs, the (tullen, myndigheten; custom station – tullstation)
- clubs, diamonds, hearts, spades (klöver, hjärter, ruter spader = kortfärgerna)
- guts (mod; have the guts to do something – våga göra någonting)
- looks (utseende)
- the Middle Ages (Medeltiden)
- regards (hälsningar i brev)
- views (åsikt/er/)

En grupp ord har lite olika betydelser då de står i singularis respektive i pluralis: ash/es/, content/s/, damage/s/, fine/s/, income/s/, export/s/, import/s/, holiday/s/, manner/s/, moral/s/, overall/s/, pain/s/, province/s/, sale/s/, spirit/s/ (aska - aska\ruiner, halt - innehåll, skada - skadestånd, böter - flera olika bötesbelopp, inkomst - inkomst för flera personer, export - exportvärdet, import - importvärdet, semester - skollov [brittisk engelska], sätt=personlighet - uppförande, sensmoral\lärdom - moral\livsföring, överdragsrock typ labbrock - overall, värk - möda, landskap - landsort, [enstaka] försäljning [av något] - [den totala] försäljningen, anda - spritdrycker\ be in low spirits vara deppig).
- Cigarette ash is nasty. (Cigarettaska är otrevligt.)
- The whole village was burnt to ashes. (Hela byn lades i aska [i ruiner].)
- His life vision turned into ashes. (Hans livssyn lades i aska [i ruiner].)
- The content of gold is to low. (Halten guld är för låg.)
- Here is the table of contents. (Här är innehållsförteckningen.)
- His manner is strange. (Han uppför sig /alltid/ underligt. Han är en underlig person.)
- Children should have good manners. (Barn bör uppföra sig väl,)
- Can you pinpoint the moral of this? (Kan du exakt peka på vad man kan dra för lärdom av detta?)
- The morals of today's youth are chocking. (Moralen hos dagens ungdom är förfärlig.)

#### Kollektiva substantiv
Kollektiver utgör en mängd av något vilken i princip inte går att fastställa till antal. Naturligtvis »kan« man räkna alla människor i en folkmassa, alla starar i en flock, alla sillar i ett stim och så vidare, så begreppet är endast principiellt tänkt. Ett kollektivt substantiv tänks dock oftast utifrån sin plurala innebörd.

Notera: ordet people – människor behandlas alltid som kollektiv, men då det betecknar folk, nationer får det pluraländelse.
- They are nice people, aren't they? (De är trevliga människor, eller hur?)
- Among the peoples in Asia there ...  (Bland folken i Asien ... )
- The public are not admitted. (Allmänheten äger ej tillträde.)

I engelskan kan de flesta kollektiver stå i både singularis och i pluralis i likhet med andra räknebara substantiv. Som singularer (utan plural‑s) kan de emellertid stå med verb och pronomen antingen i singularis (gäller både brittisk och amerikansk engelska) eller i pluralis (gäller brittisk engelska).

I brittisk engelska användes gärna pluralformen, då alla de ingående individerna avses och singularformen då enheten i sig är det viktiga. I svenskan ska kollektiver stå i singularis även om det mycket ofta syndas mot detta. Exempel på kollektiver är: army, audience, board, class, club, committee, couple, crowd, generation, group, jury, majority, minority, party, people, police, team (armé, publik, styrelse, [skol‑]klass, klubb, kommitté, par, trängsel, generation, grupp, jury, majoritet, minoritet, sällskap, lag).
- The majority are in favour of ...  The majority is in favour of ...  (Majoriteten är för ...  [det plurala exemplet avspeglar att var och en i den stora massan är för, medan i andra exemplet majoriteten i sig är för])
- The board are probably thinking like this ...  (/Var och en i/ Styrelsen tänker antagligen så här ...
- The board has come to a decision. (Styrelsen [som enhet] har fattat beslut.)
- The family saved themselves. (Familjen räddade sig. [var och en i familjen blev räddad och det är detta som är det viktiga] Men: His family is here. – Hans familj är här. [den sociala enhet som utgör hans familj, oavsett hur många de är.])

Myndigheter och andra beslutsfattande enheter liksom styrelser, föreningar, fotbollslag med flera brukar ofta behandlas som pluraler.

### Predikatsfyllnad
Till skillnad från i svenskan står predikatsfyllnad utan preposition vid verben 'kalla för', 'döpa till', 'hålla för', 'göra till', ’väljas till'.
- They christened their daughter Lucia. (De döpte sin dotter till Lucia.)
- He called me a liar. (Han kallade mig för lögnare.)

Ett fåtal verb måste emellertid ha preposition (vilket ju är fallet även i svenskan). Vid take (taga) och mistake (misstaga) används for. Vid verb som betyder förvandla och förändra används into.
- He mistook me for you. (Han trodde att jag var du.)
- The witch turned him into a frog. (Häxan förvandlade honom till en groda.)

### Genitiv
Notera att fristående genitiv, så kallad elliptisk genitiv, även förekommer i engelskan:
- My knife is sharper than yours. (Min kniv är vassare än din [kniv].)

Genitiv används i vissa elliptiska uttryck som inte har sin motsvarighet i svenskan. Detta gäller i synnerhet namn på vissa kända byggnader.
- I was down to the baker's. (Jag var nere hos bagaren. Egentligen:  I was down to the baker's shop.)
- Yesterday I paid a visit at the Brown's. (Igår besökte jag familjen Brown. [egentligen: ... Brown's home \ house.])
- She is staying at my aunt's. (Hon bor hos min faster \ moster. Egentligen: ...my aunt's home \ house \ place. Även: She is staying with my aunt.)
- Yesterday we visited St Paul's and St James's. (Igår besökte vi S:t Paul-katedralen och S:t James-palatset. Egentligen: ... St Paul's Cathedral and St James's Palace.)

Notera: I namnen Harrods, Selfridges (två varuhus), Barclays (bank) med flera har apostrofen försvunnit. Dessa namn upplevs inte längre som genitiver.
Notera det engelska bruket av dubbel genitiv. Huvudorden måste föregås av antingen obestämd artikel, ett räkneord, ett pronomen eller ett uttryck för mängd. Konstruktionen talar om att det som nämns inte är det enda av sitt slag. I det första exemplet får man reda på att fadern har fler än en vän. My father's friend kan (men måste inte) betyda att fadern bara har en vän. I det andra får man reda på att personen har målat eller äger fler än en tavla.
- They are old friends of my father's. (De är gamla vänner till min far.)
- This is a painting of mine. (Detta är en av mina målningar, det vill säga en som jag har gjort eller som jag äger. Notera skillnaden: This is a painting of me. – Detta är en målning som föreställer mig. Men: This is a painting by me. Detta är en tavla som jag har gjort.)

Engelskan använder ofta of när svenskan saknar preposition, exempelvis efter ord som betecknar antal, art, mängd, sort och dylikt.
- A cup of tea. (En kopp te.)
- A pair of shoes. (Ett par skor)
- Two different kinds of paper. (Två olika sorters papper.)
- I don't know a word of Navaho. (Jag kan inte ett ord navajo.)

Engelskan använder of mellan geografiska appellativ och själva namnet vid kingdom, republic, province, county, city, town, island, isle (kungarike, republik, provins, grevskap, stad, stad, ö, [liten] ö). Men inte vid lake, river, mount, cape, planet (sjö, flod, berg, udde, planet).
- The kingdom of Sweden. (Kungariket Sverige.)
- The city of Samarkand. (Staden Samarkand.)
- Lake Vänern. (Sjön Vänern.)
- The planet Saturn. (Planeten Saturnus.)

Engelskan använder of efter årstider, högtider och månad samt efter orden name, title med flera.
- She was born in the harsh winter of 1966. (Hon föddes den hårda vintern 1966.)
- In the name of Law. (I lagens namn!)
- Royal princes of Austria bore the title of Archduke. (Kungliga prinsar av Österrike bar titeln ärkehertig.)

Engelskan använder of efter ordningstal, efter last (sista) framför månad (vid datum) och efter morning, afternoon, evening och night som följs av bestämningsord (morgon, eftermiddag, kväll, natt).
- He was born on the 5th of June. (Han föddes den 5 juni.)
- I left early in the morning of the following day. (Jag reste tidigt nästa dags morgon.)

### Objekt
Dativ konstrueras oftast med to då dativobjektet(do) inte kommer direkt efter huvudverbet (=predikatet)( p ). I annat fall utelämnas to. (Katten är här ackusativobjektao.)
- I showedp Johndo the cat. (Jag visade John katten.)
- I showedp the cat to Johndo. (Jag visade katten för John.)

Vissa verb fordrar to vid dativobjekt: ascribe, communicate, confide, declare, explain, devote, propose, relate, repeat, suggest, say (tillskriva, meddela, anförtro, tillkännage, förklara, ägna, föreslå, berätta, upprepa, föreslå, säga).
- She explained to medo that ... (Hon förklarade för mig att…)
- This quote is ascribed to Einsteindo. (Detta citat tillskrivs Einstein.)

Vissa verb fordrar to vid sitt enda objekt (alltid dativ): appear, belong, happen, occur, reply, seem (dyka upp, tillhöra, hända, falla [någon] in, besvara, tyckas \ förefalla).
- Did it never occur to youdo to read ... (Föll det dig aldrig in att läsa ...)

Vid verben buy, get och make används for (köpa, [inför‑]skaffa, tillverka).
- What did you buy for medo? (Vad köpte du till mig?)

Om ett personligt pronomen är dativobjekt placeras det efter ackusativobjektet it, men behöver inget to om det inte är betonat. Till skillnad från i svenskan får ett ackusativobjekt aldrig placeras framför huvudverbet.
- Give it me! Give it to me! (Ge mig den.)
- I can say nothingao. (Jag kan ingentingao säga.)

Vid oäkta sammansatta verb såsom put on, take down, take in, take out, take up, send home, wind up med flera (sätta på, ta ner, ta in\ge logi åt med mera, ta ut, ta upp, sända hem, veva upp) placeras personliga och reflexiva pronomen som utgör objekt mellan verbet och adverbet.
- We took her out for a stroll. (Vi gick ut med henne på en promenad.)
- The vine had winded itself round the stem. (Slingerväxten hade lindat sig kring stammen.)

## Adjektiv
Adjektiven står vanligtvis före sitt huvudord i engelskan, men placeras efter detta i följande fall:
1. Om adjektivet har en riktad bestämning på en prepositionsfras eller ett längre tids‑ eller måttsuttryck (här satt inom apostrofer) som är viktigt för innehållet (egentligen en förkortad relativsats).
  - A letter exclusive 'to the Swedish language' is the letter 'å'. (En för svenskan unik bokstav är bokstaven 'å'.)
2. Vid vissa i princip fasta förbindelser.
  - From time immemorial. (Sedan urminnes tid/er/.)
  - Court‑martial. (Krigsrätt.)
3. Adjektiv på ‑able och ‑ible kan även placeras efter huvudordet om det bestäms av en superlativ.
  - The most beautiful woman imaginable. (Den vackraste kvinnan som tänkas kan.)

Notera: The stars visible. The visible stars. (De just nu synliga stjärnorna. De stjärnor som man brukar kunna se.)
Till de oregelbundna adjektiven kan läggas vissa sammansättningar: good‑looking, well‑behaved, well‑known med flera. De kompareras vanligen efter det första ledet: good‑looking, better‑looking, best‑looking.
Komparativerna later och latter betyder båda 'senare'. Den första avser dock tid, den andra avser senare i ordningsföljd. Last kan avse 'förra'.
- The latter part of the film was produced considerably later that the first part. (Den senare delen av filmen spelades in betydligt senare än den första delen.)
- My last cat died only two years old. (Min förra katt dog när den bara var två år.)
- This is my last painting. (Detta är min senaste målning. Men även: Detta är min sista målning.)

Engelskan använder inte substantiverade adjektiv i samma utsträckning som svenskan. Då de förekommer ska de som regel stå i bestämd form. 
Substantiverade adjektiv används:
1. För att i singularis uttrycka ett neutralt abstrakt begrepp i allmän betydelse.
  - I cannot do the impossible. (Jag kan inte göra det omöjliga.)
2. För att i pluralis uttrycka en hel grupp av människor i allmän men ändå tänkt begränsande betydelse: the poor, the blind, the elderly, the jobless, the rich, the young med flera (de fattiga, de blinda, de gamla, de arbetslösa, de rika, de unga). I övrigt får det bli konstruktioner:
  - The deaf can never fully enjoy music. (Döva kan aldrig fullt ut njuta av musik.)
  - The green‑eyed girl. (Den grönögda /flickan/. [substantiverat adjektiv])
3. Då ett svenskt adjektiv betecknar ett neutralt abstrakt begrepp som inte har allmän betydelse tillgrips olika konstruktioner.
  - The only thing he did was to yawn. (Det enda han gjorde var att gäspa.)
  - I found the end to be the best part. (Jag tyckte slutet var det bästa.)
4. Då substantivet istället betecknar en enskild människa måste detta, det vill säga ordet som betecknar människan, sättas ut.
  - The old woman looked at me. (Den gamla tittade på mig.)
  - May the best man win. (Må den bäste vinna.)

## Pronomen

### Personnamn
Bruket som förekom i svenskan fram till den så kallade du-reformen, i skiftet mellan 1960‑ och 1970‑tal, att vid tilltal kalla en person vid släktskapsord eller med enbart titel förekommer mycket sällan i engelskan. Där ersätts dessa epitet med ett pronomen. Om man, för att undvika förväxling, likafullt vill nämna en persons titel, gäller som huvudprincip att man lägger denna efter namnet.

Notera dock att titeln i vissa fall nämns före namnet då någon presenterar sig eller omtalas. Detta gäller främst vid militära och vid höga kyrkliga titlar (i rang över kyrkoherde), titlar inom polis och rättsväsendet samt beträffande en del amerikanska administrativa titlar. I USA har dock bruket att sätta titeln framför namnet ökat, och detta har även spritt sig till England.
- General Brown, Archbishop Black, Superintendent White, Judge Green [endast amerikansk engelska], Senator Grey. (General Brown, ärkebiskop Black, kommissarie White, domare Green, senator Grey.)

Släktskapsord sätts vanligen efter personnamnet – i firmanamn utan bestämd artikel men med stor bokstav på släktskapsordet.
- The Marx brothers. (Bröderna Marx.)
- Black Brothers. (Bröderna Black. Firmanamn. Brev till firma: se Brev)

### 'Det'
Det svenska pronomenet 'det' motsvaras oftast av it, i synnerhet då 'det' är egentligt subjekt.
- It is snowing. (Det snöar.)
- How far is it? (Hur långt är det?)

Om 'det' kan utbytas mot något av de personliga pronomina han, hon, de, ska 'det' bytas ut mot he, she eller they.
- Do you know Anne? Yes, she is a very nice girl. (Känner du Anne? Ja, det är en trevlig flicka.)

'Det' motsvaras av there då det är formellt subjekt och rättar sig då efter det egentliga subjektet. På svenska kan man ofta byta ut "det är" mot "det finns/står/sitter ..."
- There was only a boy in the waiting room. (Det fanns bara en pojke i väntrummet. Det satt bara en pojke i väntrummet.)
- There is no school today. (Det är ingen skola idag.)
- At 10 Downing Street there are two policemen today! (På Downing Street står det två poliser idag!)

Vid verben expect, hope, suppose, think används so (förvänta, hoppas, förmoda, tro). Likaså vid believe, do, say, tell då 'det' ersätter en att‑sats (tro, göra, säga, berätta).
- I think so. I hope so. (Jag tror det. Jag hoppas det.)
- I've been told so. (Man har sagt mig det. Man har sagt mig att det är så.)

Då det är betonat används that.
- I've never said that! (Det har jag aldrig sagt!)

I vissa fall saknas svenskans det i engelskan, exempelvis i frågor och svar och vid motsatsförhållanden. 
- Om 'det' är objekt vid ett hjälpverb och vid enkla konstruktioner med do, när detta ersätter ett annat verb, ofta även vid ask, know och tell.
  - No I haven't. Yes you must. (Nej, det har jag inte. Jo, det måste du.)
  - I don't know. (Det vet jag inte.)
- Då 'det' är predikatsfyllnad vid be.
  - Yes, she is. (Ja, det är hon.)

Engelskan använder personligt subjekt i vissa konstruktioner då svenskan har opersonligt 'det'.
- I am sorry that you're fallen ill. (Det var ju tråkigt att du har blivit sjuk. "Så tråkigt att du ...)
- I'd better do it at once. (Det är bäst att jag gör det med en gång.)
- The water is warm. (Det är varmt i vattnet.)
- There's the telephone. (Det ringer i telefon.)
- The attic is on fire! (Det brinner på vinden!)

### 'Man'
Räkneordet one kan användas för att uttrycka 'man'. Då inbegrips alltid talaren själv.
- One should always pay one's debts. (Man bör alltid betala sina skulder.)

Då den som talar gör detta inför en verklig eller en tänkt åhörare, inför en läsare eller en publik, används pronomenet you. Detta kan även inbegripa talaren själv, även om we då är att föredra.
- If you\we want a successful party, you\we should get ...  (Vill man ha en lyckad fest, ska man skaffa ... )

Då förhållanden omtalas som gäller någonstans än där talaren befinner sig, används gärna they.
- They lived in great poverty in old ...  (Man levde i stor fattigdom in det gamla ... )

I vårdad stil kan man använda exempelvis people. Så gör vi även på svenska.

## Verb
En mångfald verb i engelskan förekommer i par, där det ena vanligen har latinskt ursprung, och det andra har germanskt och är följt av en preposition eller ett adverb. I det senare fallet ligger dessutom betoningen på prepositionen eller på adverbet. Det "latinska" verbet har i dessa fall nästan alltid ett högre stilvärde, medan det germanska är mera informellt.
- accommodate – turn in (ge logi)
- arrive – turn up (anlända)
- cancel – call off (avsluta)
- discuss – talk about (diskutera, samtala om)
- enter – go in (stiga in)
- escape – run off (smita)
- explode – blow up (explodera \ spränga)
- investigate – look into (undersöka)
- omit – leave out (utelämna)
- postpone – put off (uppskjuta)
- tolerate – put up with (stå ut med)

### Numerus
Predikatet (verbet) uppvisar kongruens i förhållande till subjektet, det vill säga det rättar sig efter detta såväl till person som till numerus.
- That money is mine. (De där är mina pengar. [money behandlas som singularis])
- Her knowledge in Navaho is profound. (Hennes kunskaper i navajo är ansenliga. [singularis])
- There are quite a lot of people here. (Här är ganska mycket folk. [pluralis])
- These oats are top quality. (Den här havren är av högsta kvalitet. [pluralis])
- Are these your scissors? (Är det här dina saxar? [pluralis])

Notera: Är subjektet ett relativpronomen, rätter sig verbet efter korrelatet (ordet som relativpronomenet syftar på).
- It is I who am the guilty one. (Det är jag som är den skyldige. ['jag' är korrelat till som‑satsen.])

Notera: Om flera substantiv är förenade med or, either ... or, not only ... but (eller, antingen ... eller, bara ... om), rättar sig verbet efter det substantiv som står närmast. Om ett av dessa substantiv är pluralis ska detta placeras närmast verbet.
- Not only you, but also your dog has bitten me. (Inte bara du utan även din hund har bitit mig. Men: You have bitten me.)
- Either the dog or the boys have finished the cake. (Antingen är det hunden eller pojkarna som har ätit upp kakan. Men: The dog has finished the cake.)

### Passivum
I engelskan bildas passivum så gott som alltid med hjälp av verbet be (i vissa fraser med hjälp av get) plus en perfekt particip av huvudverbet. Även i svenskan kan passivum bildas på motsvarande sätt med hjälp av verbet 'bliva'.
- I was amused by his folly. (Jag roades av hans tokerier. Jag blev road av ...  Aktiv form: His folly amuses me. – Hans tokerier roar mig.)
- The boy got wounded in his eye. (Pojken skadades i ögat. Notera: dels his foot, dels att konstruktionen saknar agent med by.)

Om en sats med ett transitivt verb innehåller både ett dativobjekt(do) och ett ackusativobjekt( ao ), kan vilket som helst av dem stå som subjekt( s ) i en passiv sats. Notera att agenten alltid är by.
1. Aktiv form: 
  - Eves gave Adamdo an appleao. (Eva gav Adam ett äpple.)
2. Passivum: 
  - Adams was given an appleao by Eve. (Adam gavs ett äpple av Eva.)
  - An apples was given to Adamdo by Eve. (Ett äpple gavs åt Adam av Eva.)
  - By Eve an apples was given to Adamdo. (Av Eva blev ett äpple givet åt Adam. Poetisk stil.)

Prepositionsverb, det vill säga sammansatta verb, exempelvis look upon, laugh at, listen to med flera (anse, skratta åt, lyssna till) behandlas som en enhet och delas således inte upp.
- I am looked upon as a jokester. (Jag anses vara en skämtare.)
- The doctor has not yet been sent for. (Doktorn har ännu inte tillkallats.)

Några verb har it‑konstruktion: assume, believe, suppose, think.
- It is believed that he has drowned. (Han tros ha drunknat.)

### Konjunktiv
Konjunktiven uttrycker något önskat (en optativ), något förmodat eller en viljeyttring och står efter verb som ask, demand, insist, recommend, request, suggest, urge med flera (begära, kräva, yrka på, rekommendera, begära, föreslå, yrka på). Vid en önskan kan man i svenskan ersätta en konjunktiv med 'må' eller 'måtte'. I modern svenska är de speciella formerna för presens konjunktiv mycket ovanliga. Presens konjunktiv är inte längre produktiv som språkvetare kallar det, det vill säga den skapar inte nya former. De former som finns är sådana som lever kvar exempelvis i gamla, stelnade talesätt, i folkvisor, i Bibeln, i psalmverser, i (äldre) lagtext med mera:
- Leve konungen! Gud bevare konungen! (Må konungen leva! Må Gud bevara konungen!)
- Gud hjälpe oss! Gud nåde dig om du ... ! (Må Gud hjälpa oss. Må Gud visa dig nåd om du ... )
- "Tillkomme Ditt rike." (Må Ditt rike komma.)
- Det vete fåglarna. (Det må du fråga fåglarna om.)
- Rädde sig den som kan! (Den som har förmågan må rädda sig bäst han kan.)
- "Gånge hatt till och huva ifrån." (Ett lagrum som Birger Jarl upphävde 1262 ur ärvdabalken i en äldre landskapslag.)

I imperfekt förekommer särskilda konjunktivformer av ett fåtal verb vid några vanliga konstruktioner i svenskan, men konjunktiven är likafullt knappast längre produktiv. Vår utan jämförelse vanligaste konjunktivform är ’vore'. Även 'finge' lever kvar i språket. Andra former är ovanliga men kan fortfarande ses i dikter och i högre stil. I modern svenska uttrycks konjunktiven med må \ måtte eller med hjälp av 'skulle': "Om du ... , så skulle jag ... )
- Jag önskar vi vore framme snart. (Måtte vi snart vara framme.)
- Finge jag bara tala med henne, så skulle allt orda upp sig.
- Läte du mig blott träda in, gåve jag dig mitt hjärtas gunst. (Ålderdomlig, poetisk stil.)

I engelskan utgörs presens konjunktiv antingen av verbets grundform (således inte sådana speciella former som det ännu finns spår av i svenskan) eller en should‑konstruktion. Konstruktion »med« should är vanligare i brittisk engelska medan konstruktion »utan« är vanligare i amerikansk engelska.
1. Presens konjunktiv:
  - He suggests that she /should/ be present at once. (Han föreslår att hon ska infinna sig genast.)
  - I asked that they /should/ pay my expenses. (Jag utbad mig om att de skulle betala mina utlägg.)
2. Imperfekt konjunktiv uttrycks med were motsvarande svenskans ’vore'.
  - I wish we were there!	(Jag önskar vi vore där.)
  - She looks as if she were drunk. (Hon ser ut som om hon vore berusad.)

Även en del adjektiv kan uttrycka konjunktiv.
- It is essential that you /should/ bring your brother. (Det är nödvändigt att du tar med din bror.)

Om subjektet är gemensamt för båda satserna, används would eller infinitiv med to.
- We decided we would get a new car. (Vi beslöt oss för att skaffa en ny bil.)

## Adverb
Very, much, very much.
- Very
  - Positivformen av adjektiv (dess grundform) samt adverb och presens particip förstärks med very, exempel: very good, very brutally, very chocking (mycket bra, mycket brutalt, mycket chockerande). Notera: Not very [=not particularly] betyder oftast ’inte särskilt \ inget vidare'.
  - Vid superlativer används också very: His very best painting. (Hans allra finaste tavla.)
  - Efter possessiva pronomen och efter the, this och that är very inte adverb utan adjektiv.
    - She is the very girl I would like to meet. (Hon är exakt den flicka jag skulle vilja träffa.)
    - It happened before our very eyes. (Det hände mitt framför ögonen på oss.)

  - Vid känslokonstruktioner i passiv form används very.
    - I was very upset by the news of his death. (Jag blev mycket upprörd över nyheten om hans dödsfall.)

- Much
  - Komparerade adjektiv förstärks med much (beträffande superlativer se dock very ovan.), men även very much används och a lot, a great deal, a good deal.
    - This cat is a lot younger than mine. (Den här katten är mycket yngre än min.)
    - This cat is a good deal more temperamental than mine. (Den här katten är bra mycket mer temperamentsfull än min.)
    - This cat is much too temperamental for my taste. (Den här katten är alldeles för temperamentsfull för min smak.)

  - Vid exempelvis better, worse och fewer kan istället far användas.
    - This is far worse than I thought. (Det här är mycket värre än jag trodde.)

  - Vid prepositionskonstruktioner används much.
    - Much to my surprise. (Till min stora förvåning.)

  - Vid vissa verb som admire, annoy, dislike, like, miss (beundra, irritera, tycka illa om, gilla, sakna) bör much inte stå ensamt utan stå tillsammans med very eller motsvarande, utom i nekande satser. Ofta räcker emellertid ett so. 
    - I miss her so very much. I miss her so. (Jag saknar henne så väldigt mycket.)
    - I don't miss her much. (Jag saknar inte henne särskilt mycket.)

## Prepositioner
I svenskan är det vanligt att ha konstruktioner med preposition plus infinitiv eller preposition plus en 'att'‑sats. Detta förekommer inte i engelskan. Istället används en konstruktion med "-ing":
- I'm very fond of bicycl'ing'. (Jag är mycket road av att cykla.)
- I rely on your com'ing'. (Jag litar på att du kommer. Även: I rely on the fact that you are coming.)

I svenskan förekommer uttryck med preposition oftare än i engelskan.
- I beg your pardon. Jag ber om ursäkt.)
- They shook their heads. (De skakade på huvudet.)
- She waved her hand. (Hon vinkade med handen.)
- Press the button. (Tryck på knappen.)

## Stor begynnelsebokstav
Till skillnad från i svenskan används stor bokstav i engelskan i följande fall.
1. Vid namn på dagar och månader.
  - He'll be here on the first Monday in August. (Han kommer första måndagen i augusti.)
2. Vid namn på helgdagar. De skrivs dessutom utan bestämd artikel.
  - Maundy Thursday, Good Friday, Easter, Easter Monday, Ascension Day, Whitsuntide, Pentecost, Whit Monday, Midsummer, Labor Day + Thanksgiving, All Saints' Day, Christmas, Boxing day, New Years Eve (skärtorsdag, långfredag, påsk, annandag påsk, Kristi himmelfärdsdag, pingst, judisk pingst, annandag pingst, "arbetarnas fridag" + tacksägelsedagen [dessa två är amerikanska], alla helgons dag, jul, annandag jul, nyårsafton.)
3. Vid ord som betecknar språk, nationalitet, viss etnisk (men inte alla), religiös och politisk tillhörighet. Vid sammansatta ord vacklar bruket.
  - Neither a Dutch nor a Sami usually speak Navaho. (Varken en holländare eller en same talar vanligtvis navajo.)
  - He is a gipsy, a Baptist and a Conservative. (Han är zigenare, baptist och röstar konservativt.)
  - Navahos are Indians who principally live in the Southwest. (Navajo är ett indianfolk som i huvudsak lever i sydvästra USA.)
  - I'll have French \ french fries and a double Scotch \ scotch, please. (Jag tar pommes frites och en dubbel whisky, tack.)
  - Christianity, Moslem, Roman Catholic, the Holy Ghost, the Saviour. (Kristenheten, muslim \ muslimsk, romersk katolik, den helige Ande, Frälsaren.)
4. Vid beteckningar på vissa större, historiska händelser och perioder.
  - The Second World War had an immense influence on all Europe. (Andra världskriget påverkade hela Europa mycket påtagligt.)
  - The Renaissance is the period that begun in the 14th century. (Renässansen är en period som startade på 1500-talet.)
5. Vid huvudorden i bok‑ och filmtitlar och dylikt. Dock skrivs ord som a, an, the, and, but och prepositioner oftast med liten bokstav.
  - Lord of the Ring. (Sagan om ringen.)
  - Smiles of a Summer Night. (Sommarnattens leende.)
6. Vid det engelska ordet för ’jag' – I samt i fraserna Dear Sir/s/, Gentlemen, Madam och Yours i över‑ och underskrifter i brev.
7. Vid orden King, Queen, Sovereign, Crown, Government, Parliament, State, Church (institutionen) med flera, då de används om exempelvis en viss kung och så vidare.
  - I know that Queen Silvia will visit the Houses of Parliament. (Jag vet att drottning Silvia kommer att besöka Englands parlament.)
8. Vid titlar som föregår ett personnamn samt i utskrivna ordningstal och tillnamn för kungligheter och motsvarande.
  - The letter is signed by Mr. Charlie Brown, Rev. Robin Hood, Sir Paul McCartney and Lady Godiva. (Brevet är undertecknat av herr Charlie Brown, kyrkoherde Robin Hood, sir Paul McCartney och lady Godiva.)
  - Charles the Great. Elizabeth the First. (Karl den store. Elizabeth den första.)
  - The Queen, the Prime Minister, the Speaker and the Secretary of State are all here. (Drottningen, premiärministern, talmannen och den amerikanske utrikesministern är alla här.)
9. Namn på offentliga byggnader, institutioner, myndigheter, organisationer skrivs med stor bokstav i engelskan.
  - British Rail, the Treasury, the Olympic Games, the Bar. (Brittiska järnvägen, finansdepartementet, olympiska spelen, "advokatkåren".)
10. Vissa eponymer, det vill säga ord bildade av personnamn, skrivs med stor bokstav.
  - I think the Nobel Prize must be the most renowned prize in the world. (Jag tror att nobelpriset är det mest välrenommerade priset i världen.)